# Stromabnehmer

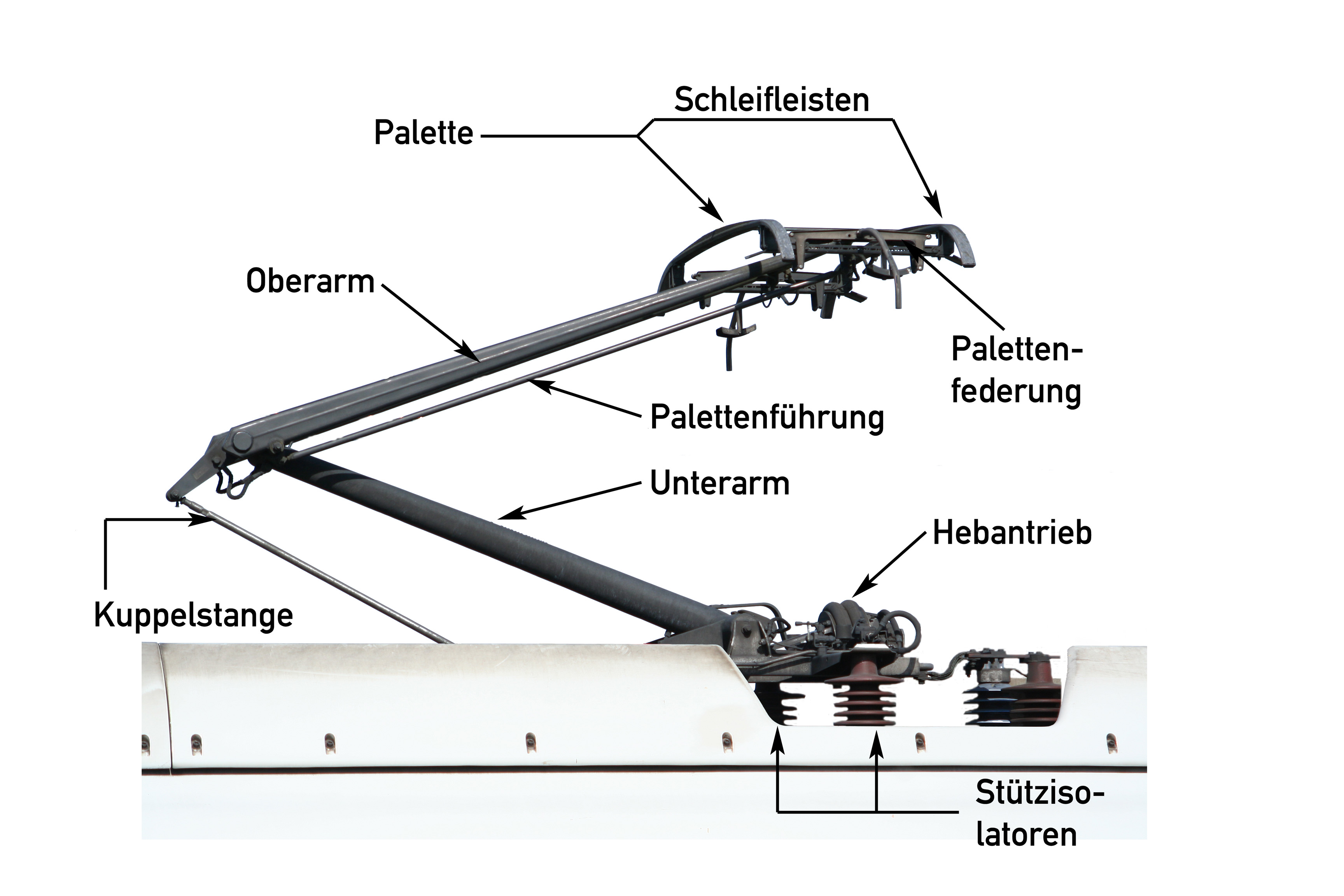
Einholmstromabnehmer mit Einzelkomponenten

Ein Stromabnehmer ist eine Vorrichtung an Fahrzeugen zum Übertragen elektrischer Energie von einem entlang der Fahrbahn montierten stromführenden Leiter zu den elektrisch betriebenen Anlagen des Fahrzeugs. Es lassen sich vier Zwecke für diese Energieübertragung unterscheiden, wobei Stromabnehmer in den weitaus häufigsten Fällen dem ersten Zweck dienen:
- permanente Versorgung des elektrischen Antriebs während der Fahrt: elektrisch angetriebene Schienenfahrzeuge, Oberleitungsbusse, Oberleitungsboote, Oberleitungsfähren und Autoscooter.
- permanente Versorgung der Nebenverbraucher wie Beleuchtung und Heizung während der Fahrt: Standseilbahnen, bestimmte Straßenbahn-Beiwagen, wenn keine Zugsammelschiene vorhanden ist, so zum Beispiel beim Bielefelder Typ MB4.
- zusätzliche Versorgung einer schwach ausgelegten Zugsammelschiene, so zum Beispiel bei den Heizwagen der Rhätischen Bahn.
- Nachladen der Batterie eines Batteriehybridfahrzeuges
- punktuelle stationäre Versorgung im Stand: Stromversorgung von Speisewagen während des Lokomotivwechsels beim Aufenthalt im Bahnhof, Batteriebusse und Kondensatorbusse zur Batterieaufladung, Gyrobusse zur Energieaufnahme des Schwungrades.

## Bauformen

### Kontaktschiffchen
Die ersten elektrischen Oberleitungen waren zweipolige Schlitzrohrfahrleitungen. Dieses System wurde 1881 erstmals auf der Internationalen Elektrizitätsausstellung in Paris vorgestellt und erforderte spezielle Kontaktschiffchen, die durch an der Unterseite aufgeschlitzte Rohre geführt wurden. Im Planbetrieb verwendet wurden Kontaktschiffchen erstmals ab 1883 bei der Lokalbahn Mödling–Hinterbrühl und ab 1884 bei der Frankfurt-Offenbacher Trambahn-Gesellschaft (FOTG).

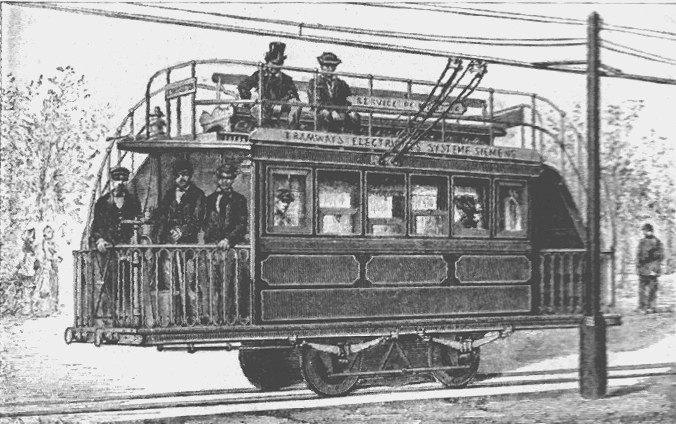
Siemens-Schlitzrohrfahrleitung, Internationale Elektrizitätsausstellung 1881 in Paris
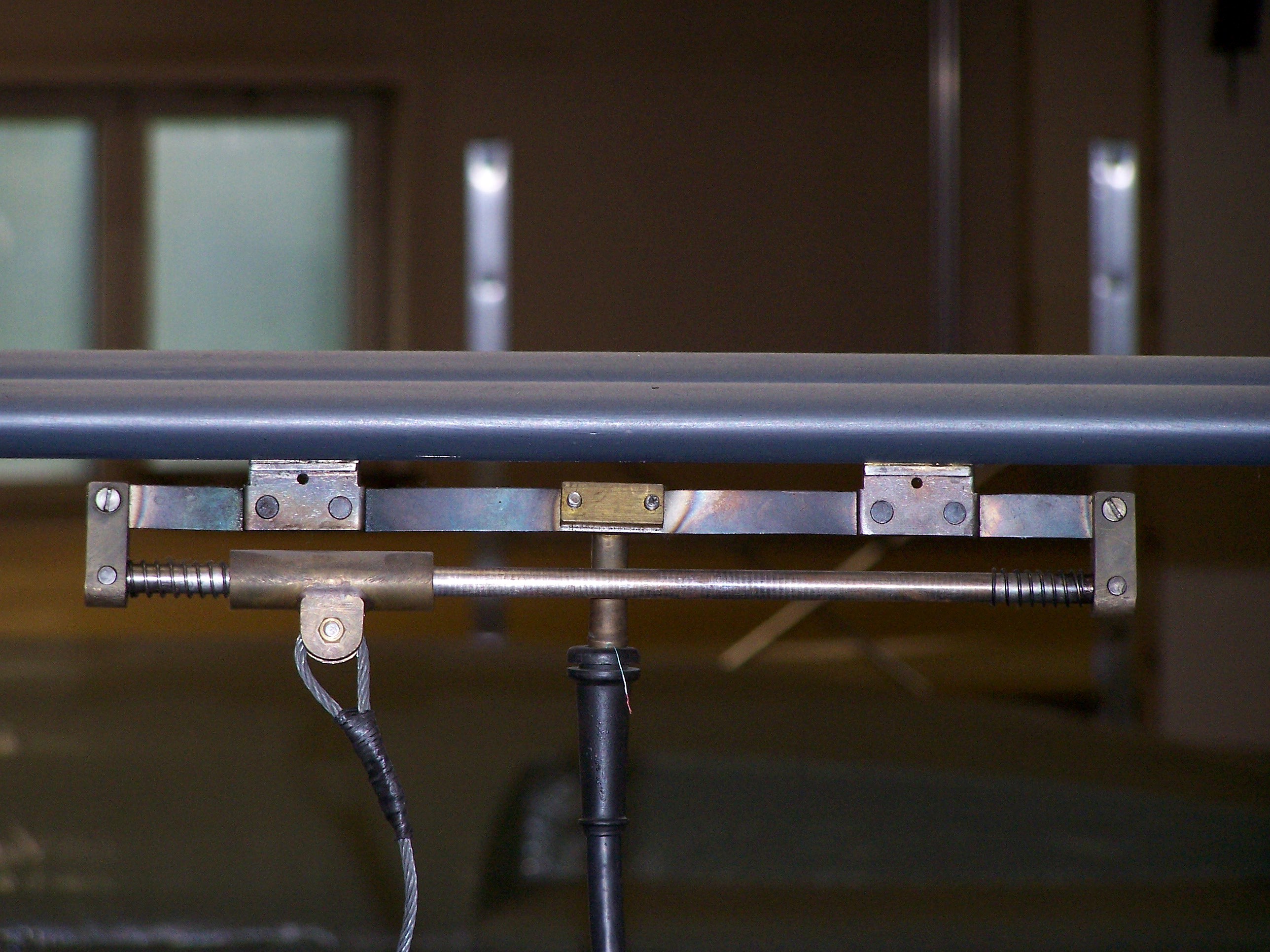
Kontaktwagen an einem der beiden Pole der Siemens-Schlitzrohrfahrleitung der FOTG
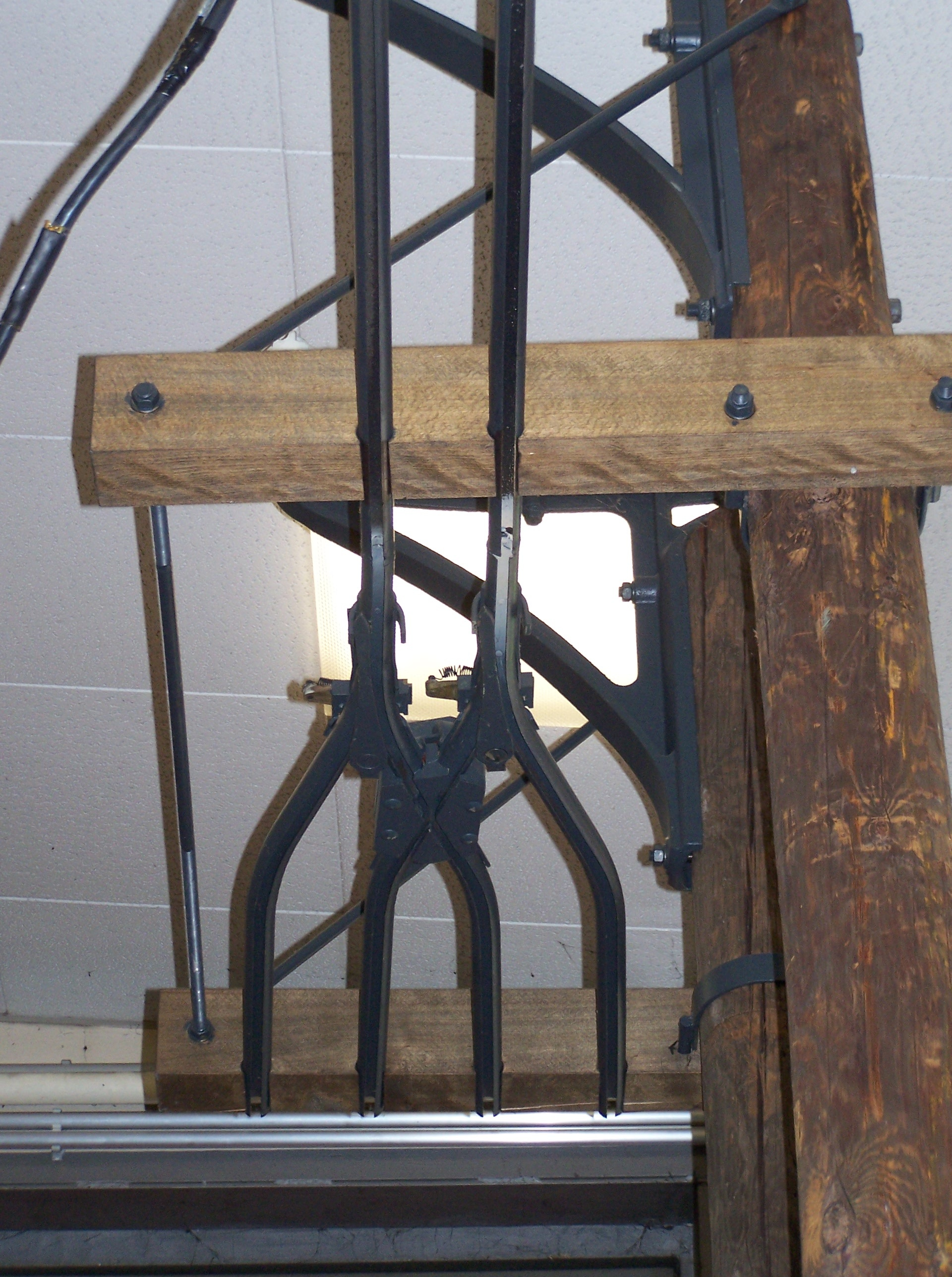
Weiche einer Siemens-Schlitzrohrfahrleitung im Verkehrsmuseum Frankfurt am Main

### Kontaktwagen
Eine Alternative zum Kontaktschiffchen stellten kleine vierrädrige Kontaktwagen mit Rollen dar, die ähnlich einer Laufkatze auf den beiden Fahrdrähten liefen und von einer Verbindungsleitung hinter dem Motorfahrzeug hergezogen wurden. Dieses von Werner Siemens entwickelte Prinzip kam erstmals beim 1882 vorgestellten Elektromote zur Anwendung, später wurde es auch bei Schienenfahrzeugen benutzt.
Von diesen Kontaktwagen leitet sich auch die englische Bezeichnung trolley für solche – später mit festen Stangen statt der Kabelverbindung versehenen – Fahrzeuge ab. Insbesondere gilt dies für Oberleitungsbusse, die deshalb in weiten Teilen der Welt Trolleybus genannt werden. Die Kontaktwagen neigten jedoch zum Entgleisen, außerdem war das Befahren von Abzweigungen (Weichen) in den Fahrleitungen problematisch. Bei Zugkreuzungen wurden deshalb die Kontaktwagen gegenseitig übergeben.
Die elektrisch betriebene Strausseefähre benutzt noch heute einen Kontaktwagen, der allerdings nur über ein Rad verfügt. Da nur ein einziges Fahrzeug eingesetzt wird und die Oberleitung des Fahrwegs nur über ein einziges Spannfeld verfügt, wird bei der Strausseefähre eine Kontaktwagenkonstruktion eingesetzt, bei der dieser die Oberleitung vollständig umschließt.

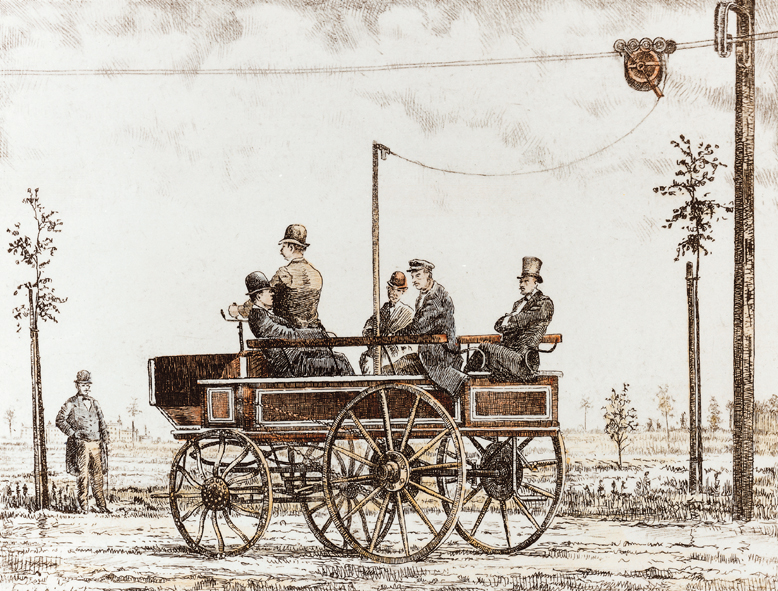
1882: Kontaktwagen beim Elektromote, dem ersten Oberleitungsbus der Welt
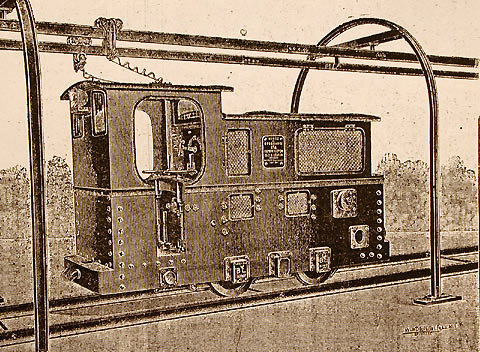
Grubenbahnlok in Frankreich, mit zwei Rollenlaufkatzen als Stromabnehmer, 1897

### Stangenstromabnehmer

#### Stangenstromabnehmer mit Kontaktrolle (Rollenstromabnehmer)

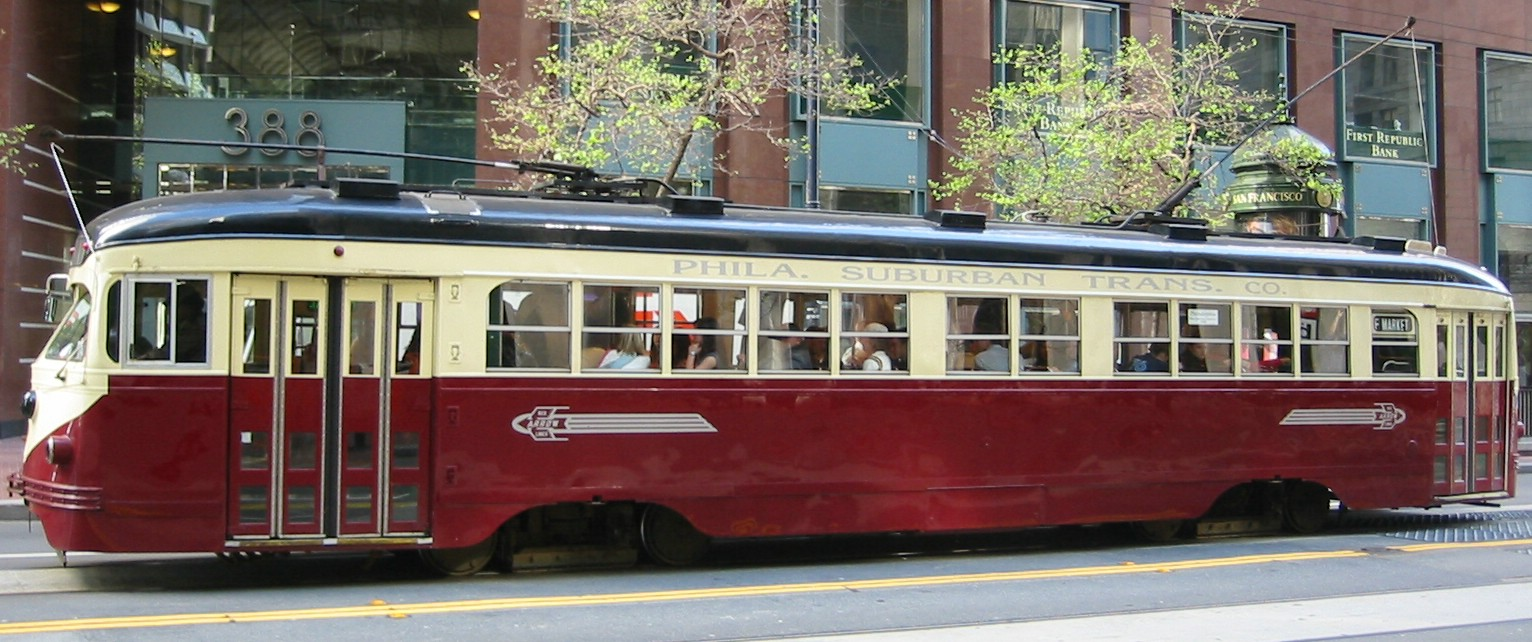
Langes Zweirichtungsfahrzeug mit separaten Rollenstromabnehmern für jeweils eine Richtung

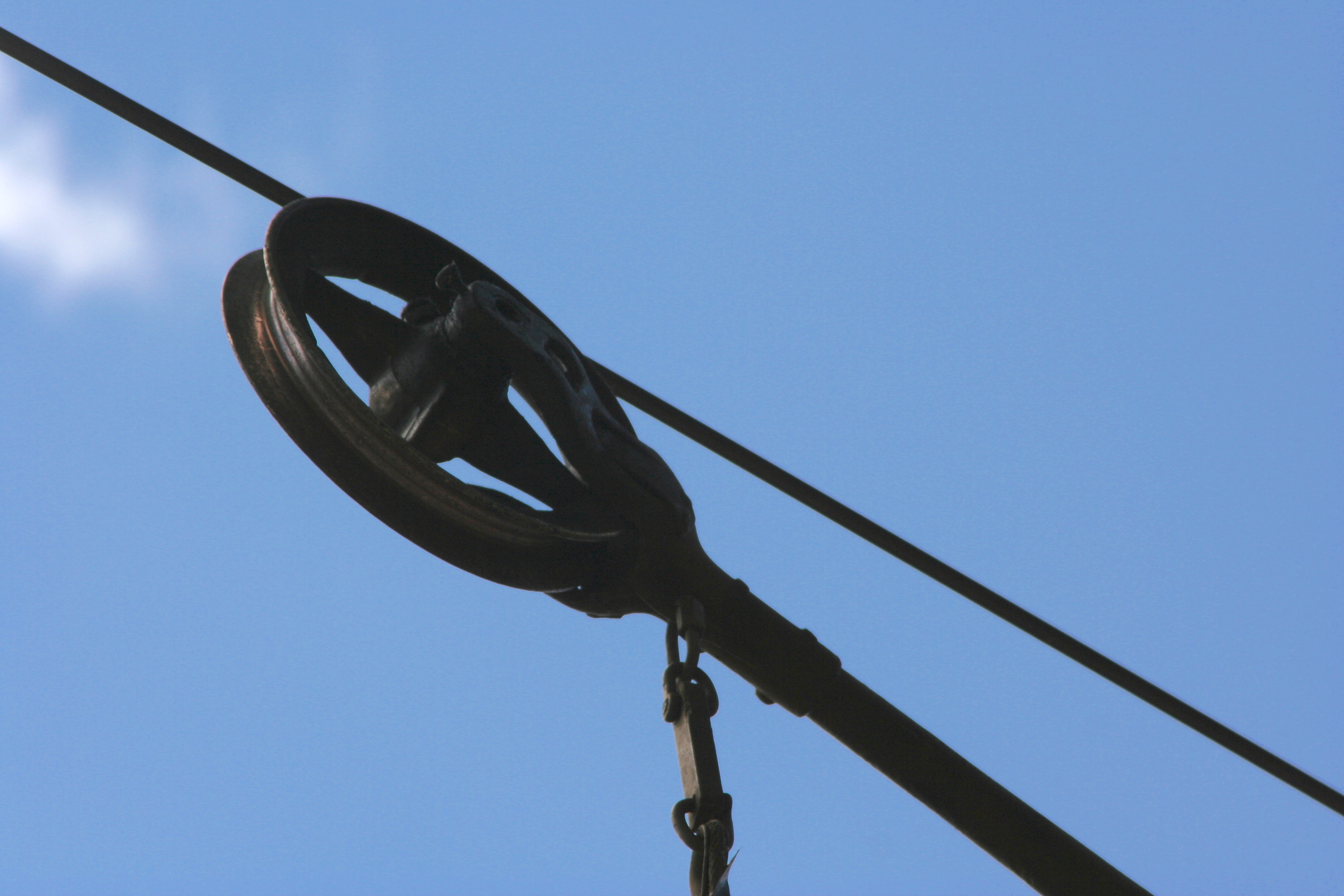
Detailaufnahme einer Kontaktrolle

Rollenstromabnehmer beim Passieren einer Luftweiche

Erst die Umstellung auf von unten gegen den Fahrdraht gedrückte Stromabnehmer unter Verzicht auf die Kontaktwagen machte die Stromzuführung betriebssicher. Diese Stangen- oder Rollenstromabnehmer, in der Schweiz auch Trolleystromabnehmer genannt, gehören damit zu den ältesten Bauformen. Der US-amerikanische Ingenieur Frank J. Sprague setzte sie erstmals 1889 bei der Straßenbahn in Richmond (Virginia) ein. Das Unternehmen Thomson-Houston verbesserte das System und machte es auch in Europa bekannt. In Deutschland fand das System erstmals bei der Nordwestdeutschen Gewerbe- und Industrieausstellung 1890 in Bremen Anwendung.
Rollenstromabnehmer bestehen heute meist aus einer langen Stange, die auf dem Fahrzeugdach seitlich schwenkbar gelagert ist und durch eine Feder nach oben gedrückt wird. An ihrem oberen Ende befindet sich eine (Messing-)Rolle mit einer Rille entlang des Umfanges, die von unten am Fahrdraht entlangrollt und den elektrischen Kontakt herstellt. Einen weiteren Kontakt bildet das Lager aus Graphit, das die Verbindung zur Stange herstellt. Der relativ geringe Durchmesser der Stromabnehmerrolle führt bei schnell fahrenden Fahrzeugen zu erheblichen Drehzahlen.
Um Stangenstromabnehmer in abgezogener Lage zu arretieren und einen Wagen sicher spannungslos zu machen, werden auf dem Dach Haken angebracht. In der Vergangenheit war es auch üblich, die Stangen mit der Stromabnehmerleine am Wagenkasten festzubinden.
Gegenüber den später entwickelten Bügelstromabnehmern weisen die Rollenstromabnehmer allerdings einige schwerwiegende Nachteile auf:
- Der Stromabnehmer kann von der Fahrleitung abrutschen (sogenannte Stangen-Entgleisung) und dabei die Oberleitung oder sonstige Leitungen beschädigen.
- Stehen an den Endstellen keine Wendeschleifen zur Verfügung, muss er beim Fahrtrichtungswechsel manuell umgelegt werden. Hierzu muss das Personal die Stange mit einem Seil abziehen, in weitem Bogen um das Fahrzeug herumgehen und sie auf der anderen Seite wieder anlegen. Daher hatten lange vierachsige Zweirichtungswagen oft zwei Rollenstromabnehmer, weil das Personal zum Einfädeln der Kontaktrolle direkt unter der Fahrleitung stehen muss.
- Die Oberleitungskonstruktion ist aufwändiger als bei Bügelstromabnehmern, da die Fahrleitung knickfrei geführt sein muss. Sie muss Gleisbögen präzise folgen, was zusätzliche Aufhängungen und damit auch zusätzliche Oberleitungsmasten und -rosetten mit Querdrähten erfordert. Zudem darf der Fahrdraht-Verlauf an Verbindungsstellen keine Konstruktionen enthalten, die einen ungestörten Durchlauf der Stromabnehmer-Rollen behindern könnten, was selbsttätig wirkende Feder- oder Gewichtsnachspannungen ausschließt.
- Bei Verzweigungen müssen spezielle Fahrleitungsweichen (sogenannte „Luftweichen“) eingebaut werden. Eine Alternative ist, die Stange manuell umzulegen, was aber zusätzliche Betriebshalte bedeutet und damit die Fahrzeit erhöht. Teilweise führte man bei eingleisigen Strecken Fahrdrähte doppelt, um zumindest für Ausweichen auf Luftweichen verzichten zu können. Zusätzlich wurde damit der Fahrdrahtquerschnitt erhöht.
- Die Fahrleitung ist beim Betrieb anfälliger gegen Vereisen, weil sie anders als beim Bügelbetrieb nicht freigekratzt wird.
- Bei Dunkelheit ist das manuelle Ein- beziehungsweise Umdrahten erschwert.

Rollenstromabnehmer fanden ab 1890 weltweit große Verbreitung, vor allem bei Straßenbahnen. Die technischen Unzulänglichkeiten führten jedoch nach und nach zu einem weitgehenden Verschwinden der Rollenstromabnehmer. Vor allem bei Betrieben, die ihren Wagenpark jahrzehntelang nicht modernisieren konnten, wie etwa in weiten Teilen Amerikas, waren dort häufig noch lange Wagen mit Rollenstromabnehmern im Einsatz. Der letzte Straßenbahnbetrieb in Deutschland mit Stangenstromabnehmern war die Straßenbahn Hamburg, sie wurde 1978 stillgelegt.
Die letzten europäischen Straßenbahnbetriebe mit Rollenstromabnehmern sind die Straßenbahn Lissabon, die zwar ab 1995 ihr Netz weitgehend auf Bügelstromabnehmer umgestellt hat, aber zwei ihrer sechs Linien wegen des eingeschränkten Lichtraumprofils und der Nähe zu den Fenstern von Wohngebäuden in den engen Gassen weiterhin mit diesem System betreibt, die Straßenbahn Porto, die Straßenbahn Sintra, die Tramvia Blau in Barcelona, die Manx Electric Railway und die Straßenbahn Blackpool, auf der aber ein Teil der Fahrzeuge mit Scherenstromabnehmern verkehrt. Gelegentlich noch anzutreffen sind sie in Amerika, beispielsweise in den USA bei der F Market & Wharves-Linie in San Francisco und bei der Ashmont–Mattapan High Speed Line in Boston oder der Straßenbahn Santa Teresa im brasilianischen Rio de Janeiro. Weitere außereuropäische Systeme sind die Straßenbahn Alexandria sowie die Straßenbahn Kalkutta.

#### System Dickinson (1893)

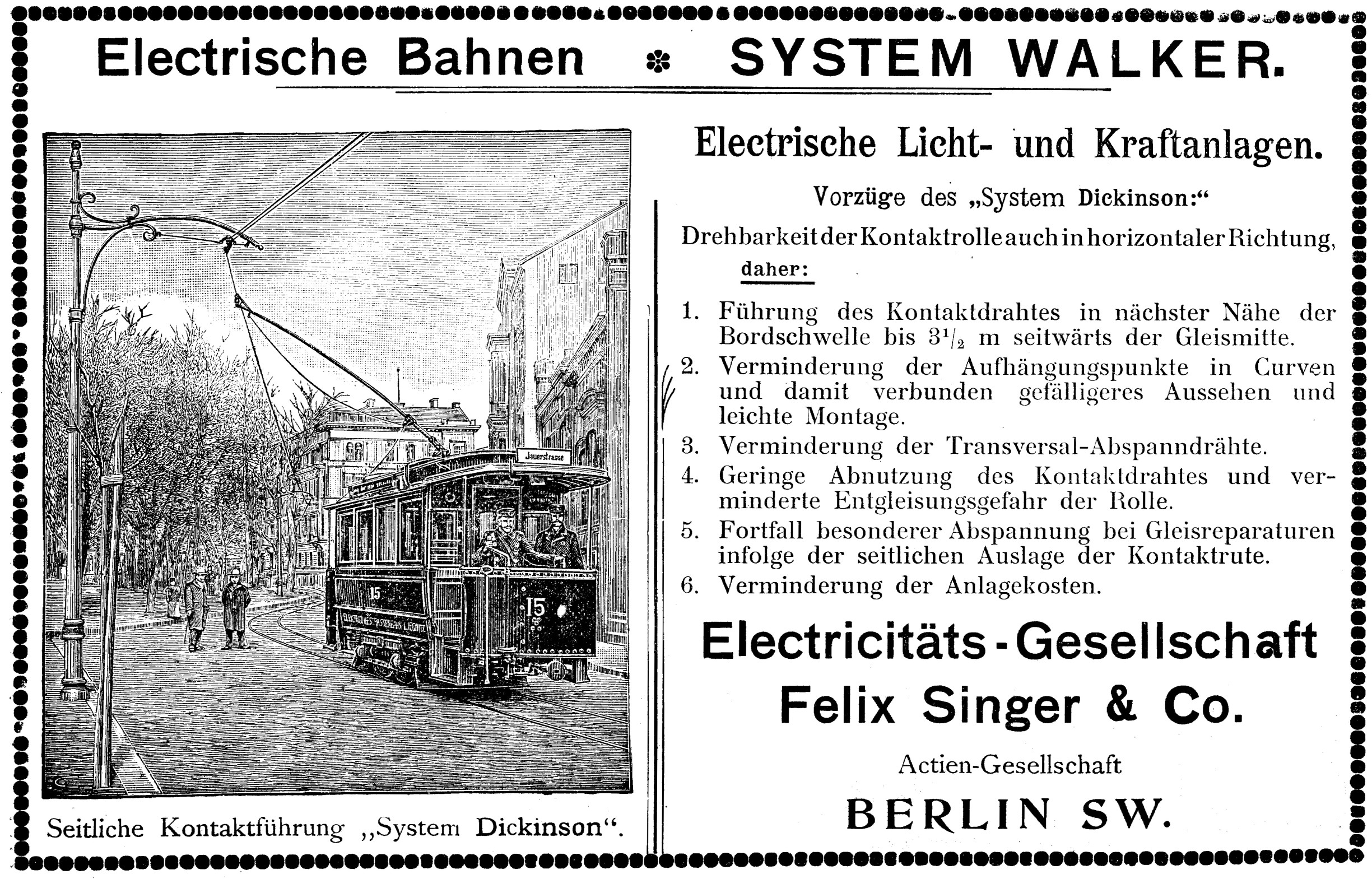
1898: Werbung für das System Dickinson, hier angewendet bei der Straßenbahn Liegnitz

Eine Weiterentwicklung des Systems Sprague von 1889 stellte das vier Jahre später vorgestellte System Dickinson dar, das vor allem in Großbritannien Verbreitung fand. Erfinder Alfred Dickinson ließ sich am 21. Februar 1893, ebenfalls in den Vereinigten Staaten, einen Stangenstromabnehmer mit je einem Gelenk am Fuß und an der Spitze der Stange patentieren, das heißt die Rolle ist zum einen auf dem Wagendach drehbar gelagert und zum anderen am Stangenkopf zusätzlich noch um eine vertikale Achse drehbar.
Bei diesem auch Dickinsonrolle genannten Prinzip musste der Fahrdraht nicht mehr exakt der Gleisgeometrie folgen, weil die Stromabnehmerstange eine seitliche Abweichung um bis zu dreieinhalb Meter erlaubte. Insbesondere in engen Bögen oder dicht aufeinander folgenden Gegenbögen ohne Zwischengerade waren dadurch deutlich weniger Abspannpunkte notwendig. Zudem konnte auch bei Trassierung in Straßenmitte auf einseitig aufgestellte Oberleitungsmasten auf dem Gehweg zurückgegriffen werden. Somit waren die Straßenbahngesellschaften nicht auf das Einverständnis der Hausbesitzer angewiesen, ihnen die Anbringung von Oberleitungsrosetten für die Querdrähte zu erlauben beziehungsweise mussten nicht auf beiden Straßenseiten Masten aufgestellt werden. Des Weiteren konnten die Oberleitungsmasten mit kürzeren, optisch unauffälligeren, Auslegern ausgestattet werden. Besonders vorteilhaft war das System Dickinson für doppelstöckige Straßenbahnwagen mit offenem Oberdeck, den sogenannten Decksitzwagen. Durch den seitlich versetzten Fahrdraht liefen die oben sitzenden Fahrgäste nicht Gefahr, beim Aufstehen mit der Oberleitung in Kontakt zu kommen. In Deutschland wurde als erstes der 1893 gebaute Triebwagen 141 der Straßenbahn Dresden mit einem Dickinson-Stromabnehmer ausgestattet.

Dickinson-Patentschrift, Teil 1[4]
Dickinson-Patentschrift, Teil 2
Dickinson-Patentschrift, Teil 3
Dickinson-Patentschrift, Teil 4

#### Stangenstromabnehmer mit Schleifschuh
Eine Weiterentwicklung des Stangenstromabnehmers mit Kontaktrolle ist der Stangenstromabnehmer mit Schleifschuh, auch Kontaktschuh genannt. Hier wird statt der Rolle ein austauschbares Kohleschleifstück eingesetzt. Dies ermöglicht vor allem eine größere Kontaktfläche gegenüber der Rolle. Bereits die 1893 eröffnete Strassenbahn Stansstad–Stans verwendete solche Schleifstücke. Zu Beginn des 20. Jahrhunderts wurde dieses Prinzip vom Ingenieur Max Schiemann speziell für Oberleitungsbusse weiterentwickelt, indem die Stromabnehmerköpfe drehbar ausgeführt wurden. Dieses System kam erstmals auf der ab 1901 betriebenen Gleislosen Bielathal-Motorbahn mit elektrischer Oberleitung zur Anwendung. Bei Oberleitungsbussen ist es bis heute üblich. Kontaktschuhe mit drehbarer Lagerung erlauben den Fahrzeugen größere Toleranzen bezüglich der seitlichen Abweichung, so dass sie auch einige Meter neben der Oberleitung fahren können. Dies erleichtert die Fahrdrahtführung besonders in der Nähe von Gebäuden und in S-Kurven. Andererseits erfordern auch Schleifschuhe die Installation von Luftweichen.
Vereinzelt wird das System auch heute noch bei Straßenbahnen angewandt, so beispielsweise bei der Straßenbahn Daugavpils, der Straßenbahn Philadelphia, der Straßenbahn Riga und der Straßenbahn Toronto. In Riga und Toronto werden seit einigen Jahren auch Teile des Netzes mit Scherenstromabnehmern betrieben. Die österreichische Pöstlingbergbahn wurde nach dem Ersten Weltkrieg von Rollen- auf Schleifschuhbetrieb umgestellt und in dieser Form bis 2008 betrieben.

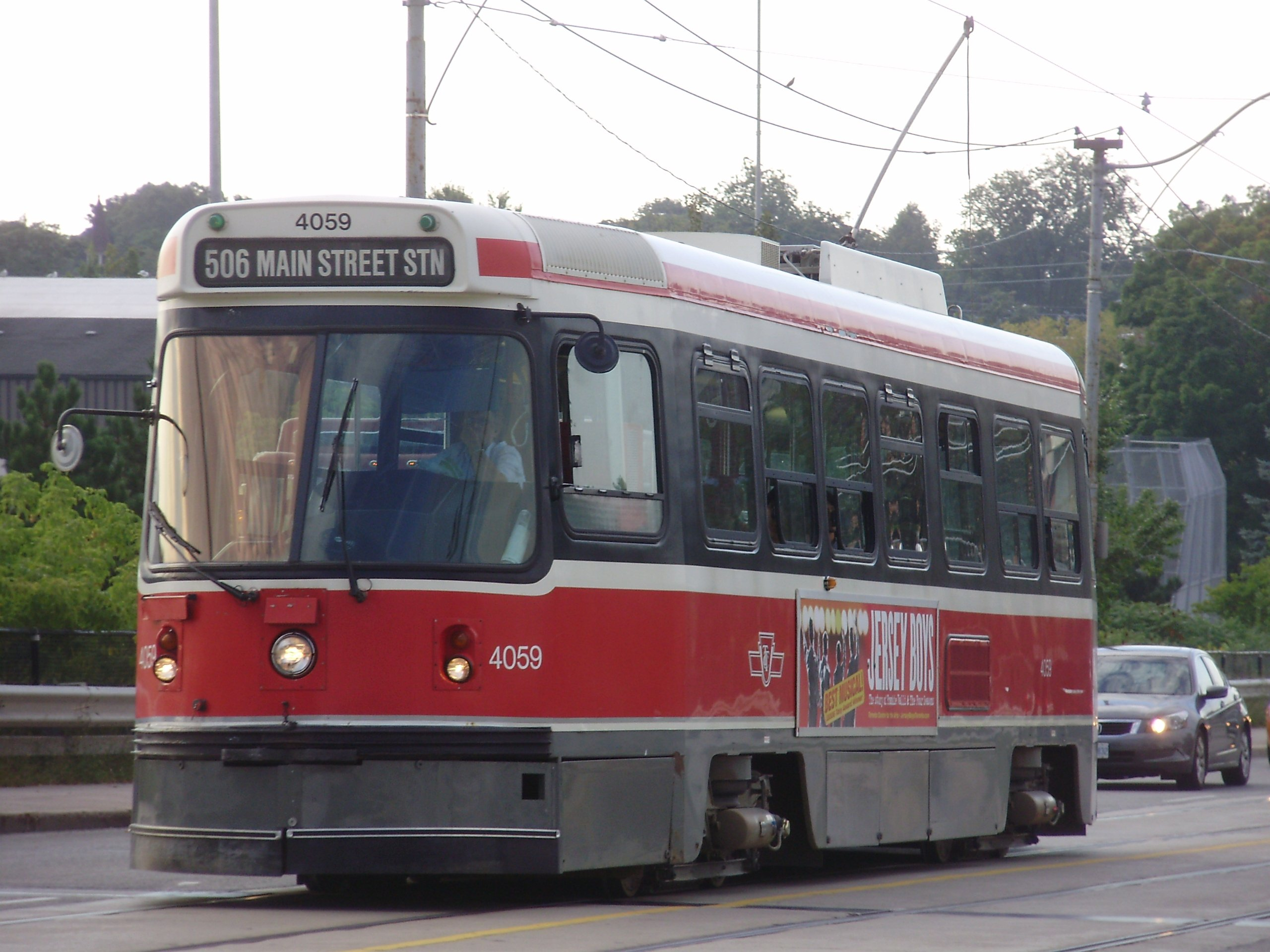
Straßenbahntriebwagen in Toronto mit Stangenstromabnehmer
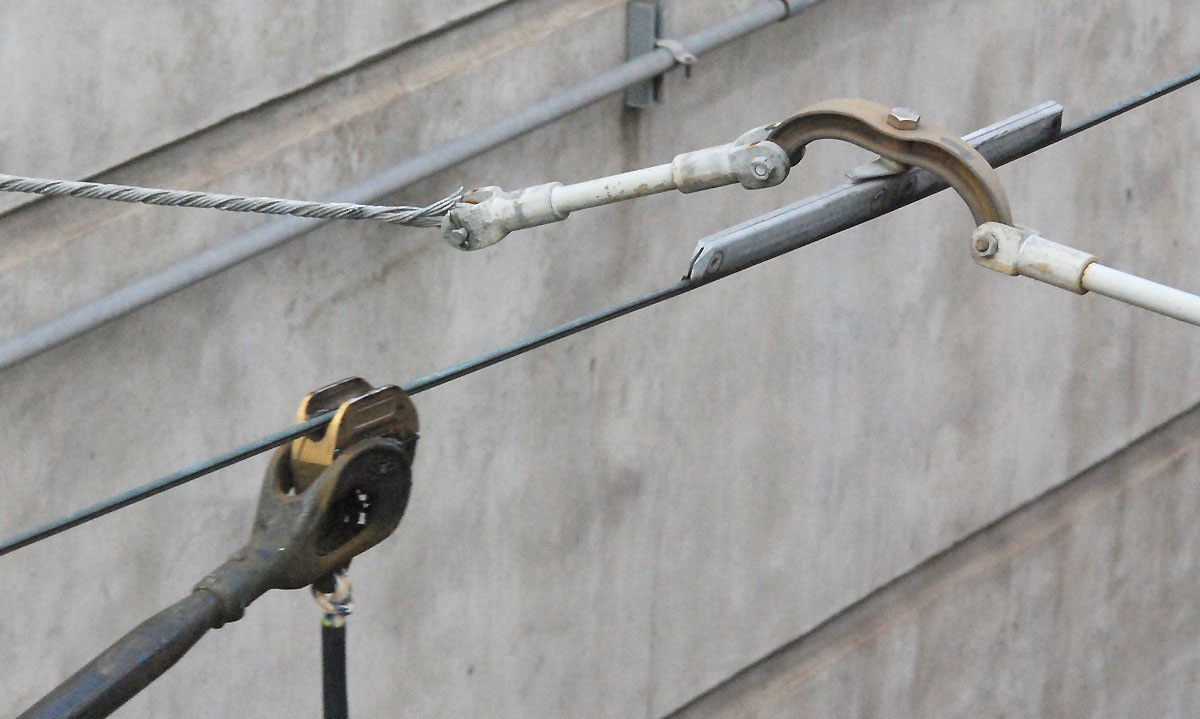
Toronto: Detail des Schleifschuhs
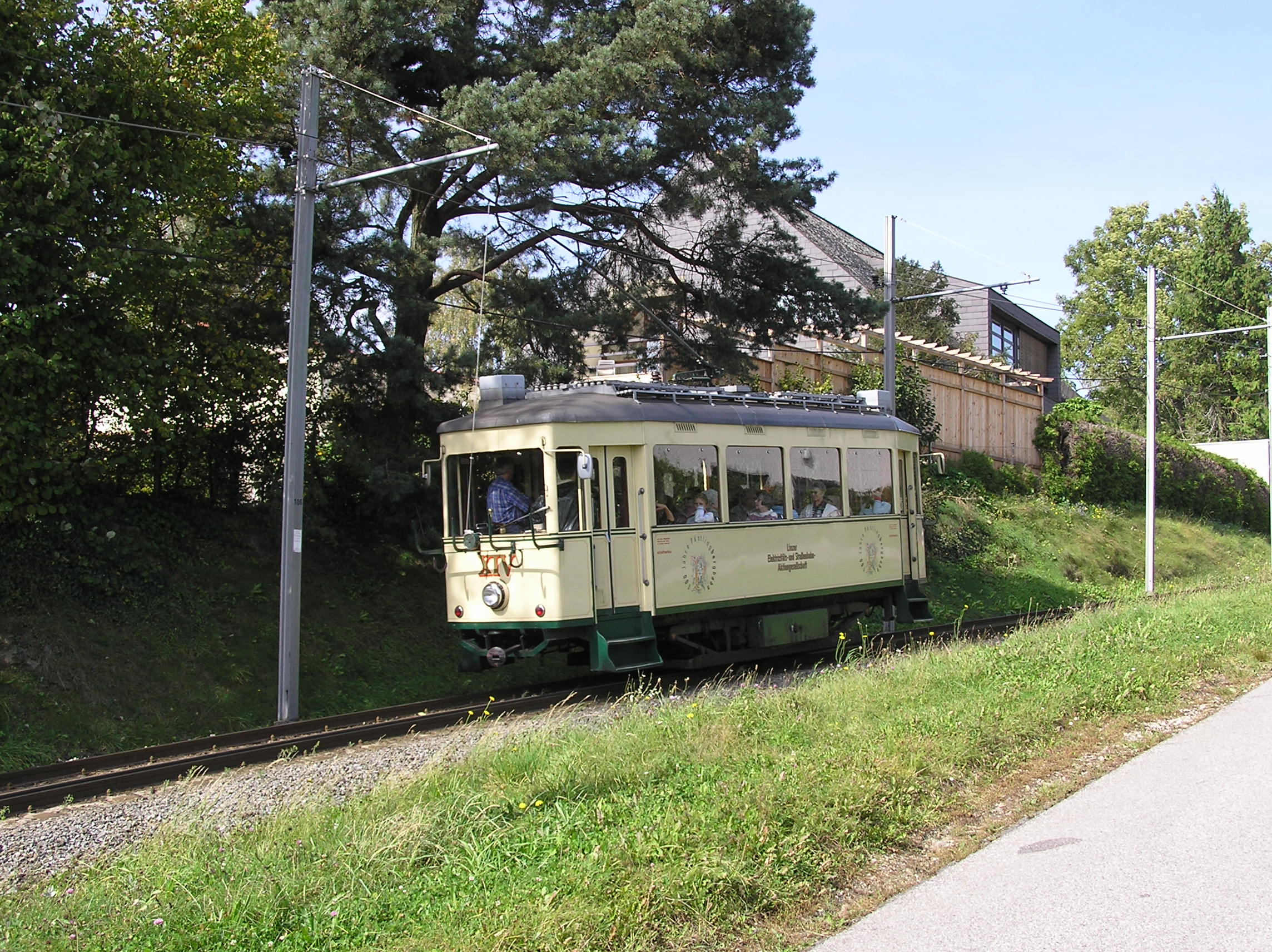
Triebwagen der Pöstlingbergbahn (2005)
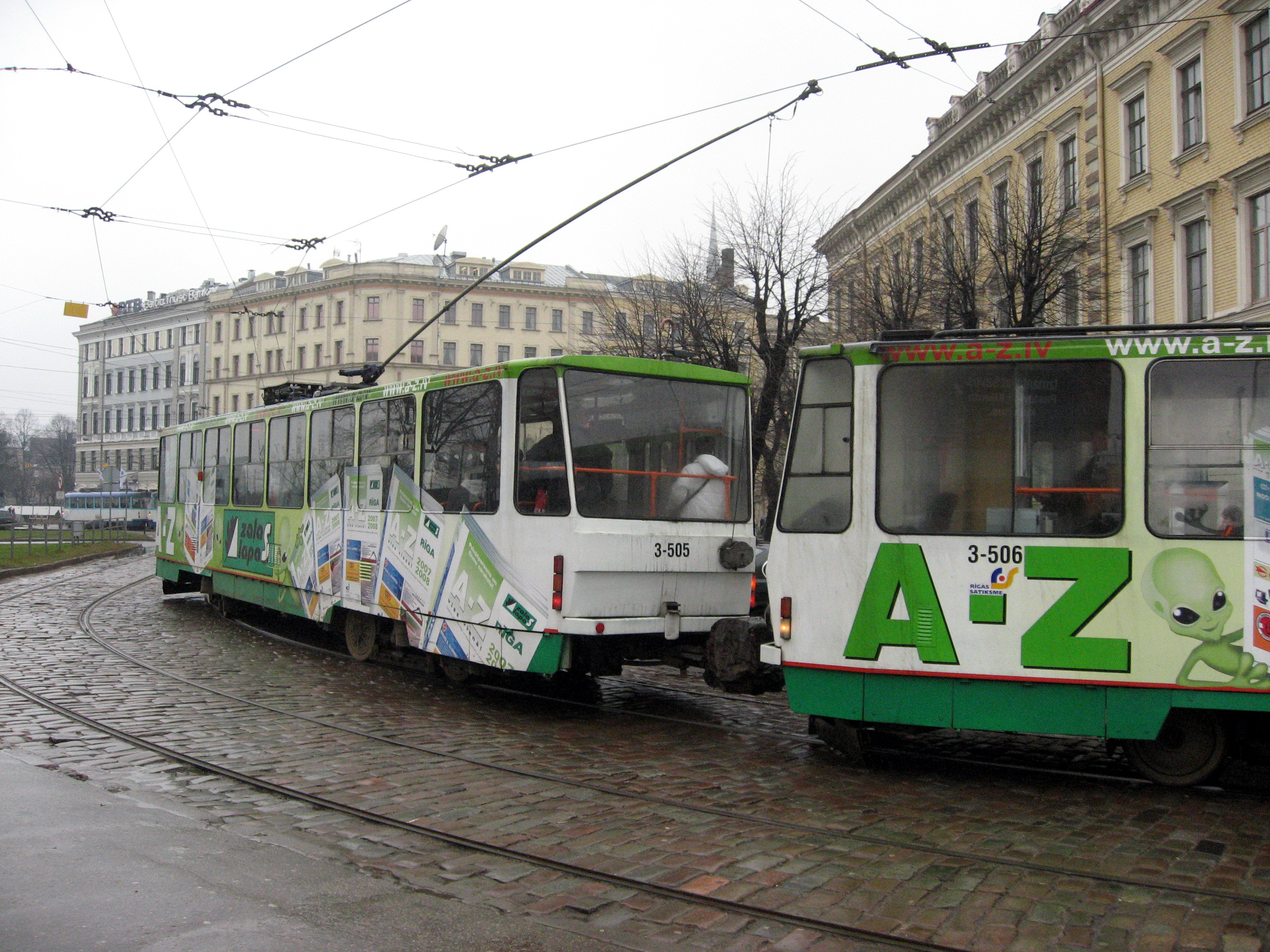
Straßenbahnzug in Riga
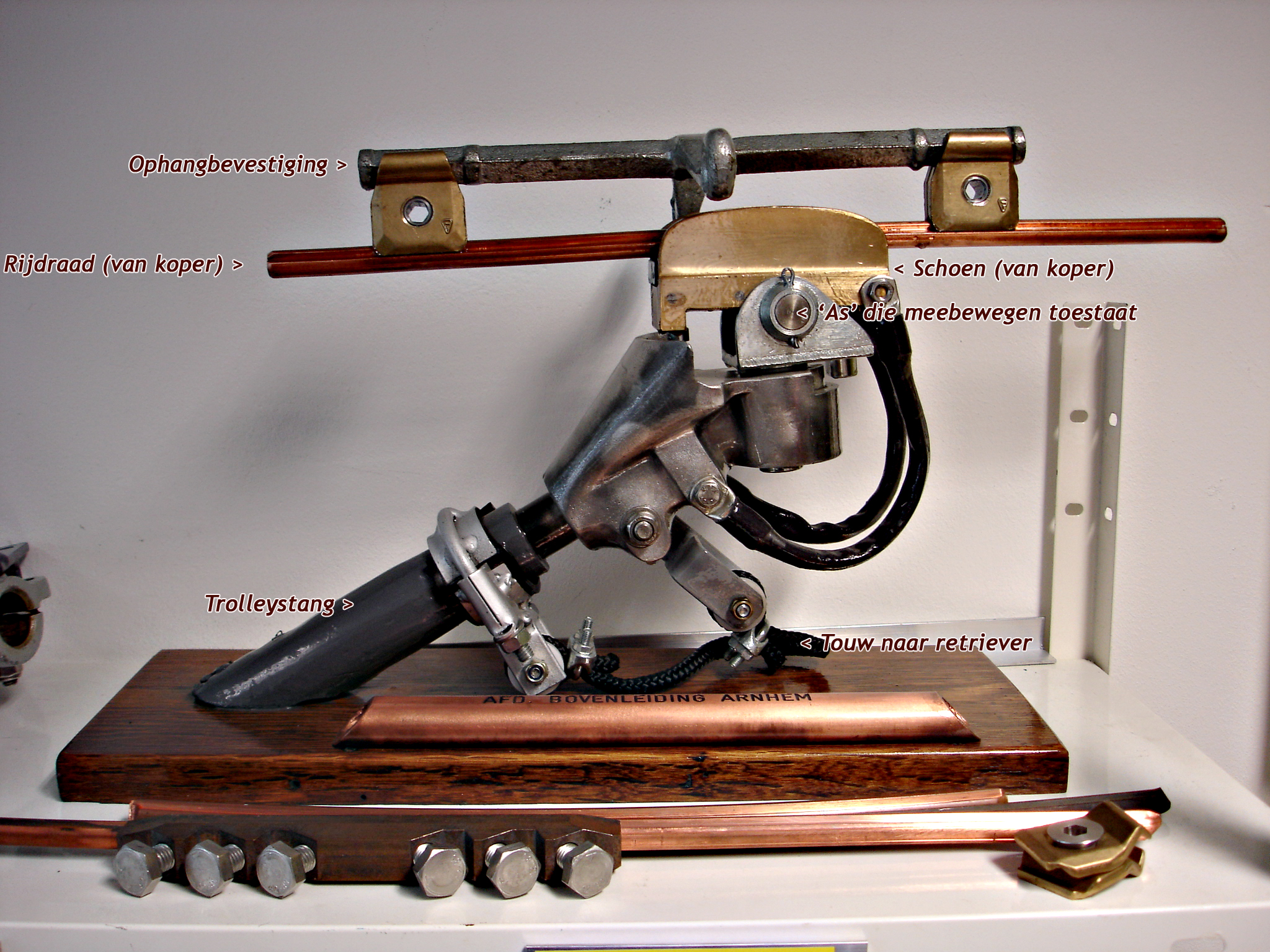
Kopf eines Oberleitungsbusstromabnehmers

### Bügelstromabnehmer
Bügelstromabnehmer sind bewegliche Stromabnehmer, die dazu dienen, den Kontakt zwischen der Fahrleitung und dem Fahrzeug herzustellen. Im Gegensatz zu Stangenstromabnehmern sind sie nur senkrecht beweglich. Ausgeglichen wird der nur eine Freiheitsgrad durch ein quer zur Fahrtrichtung liegendes Schleifstück. Bügelentgleisungen oder Entdrahtungen sind damit nicht möglich, zudem funktioniert das Anlegen oder Aufbügeln ohne Sichtkontakt und auch während der Fahrt. Auf das Abziehen bzw. Abbügeln trifft das ebenfalls zu, zumal Bügelstromabnehmer in abgezogener Lage nicht durch Haken gesichert werden müssen.

#### Lyrastromabnehmer

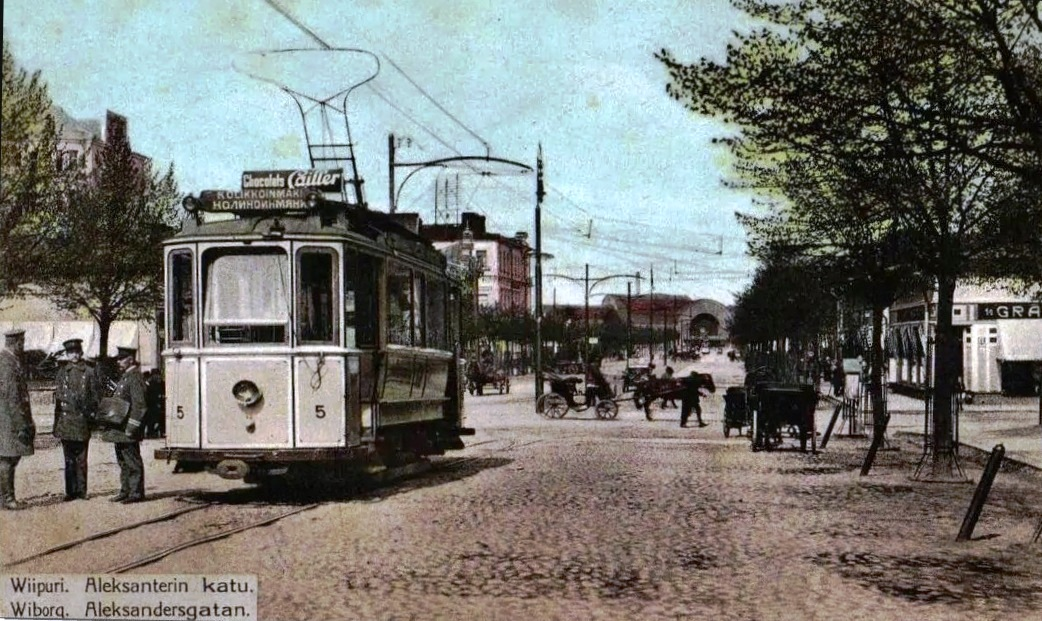
Bügelstromabnehmer in Lyraform bei der Straßenbahn Vyborg, 1912

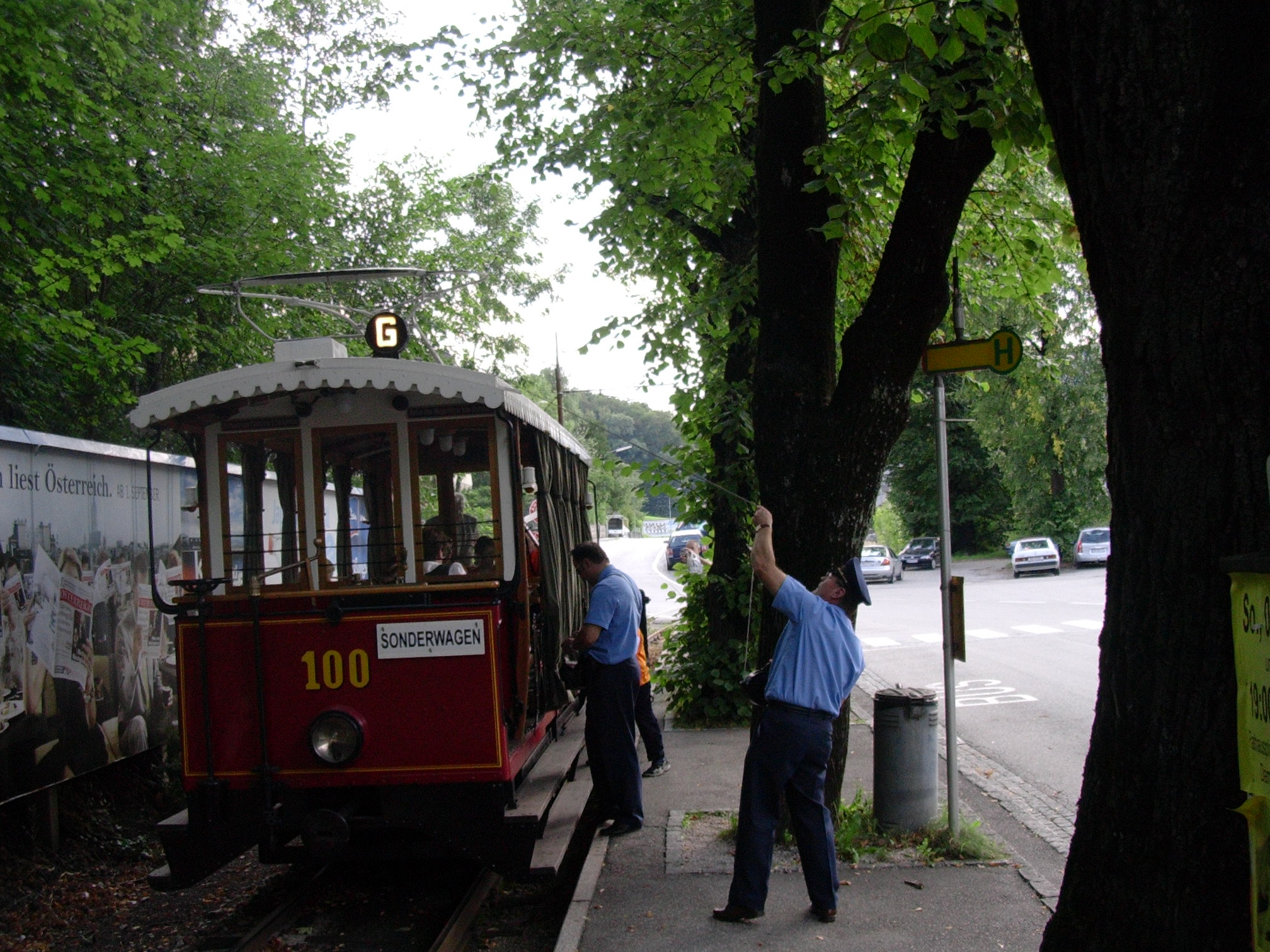
Drehen eines Lyrastromabnehmers bei der Straßenbahn Gmunden

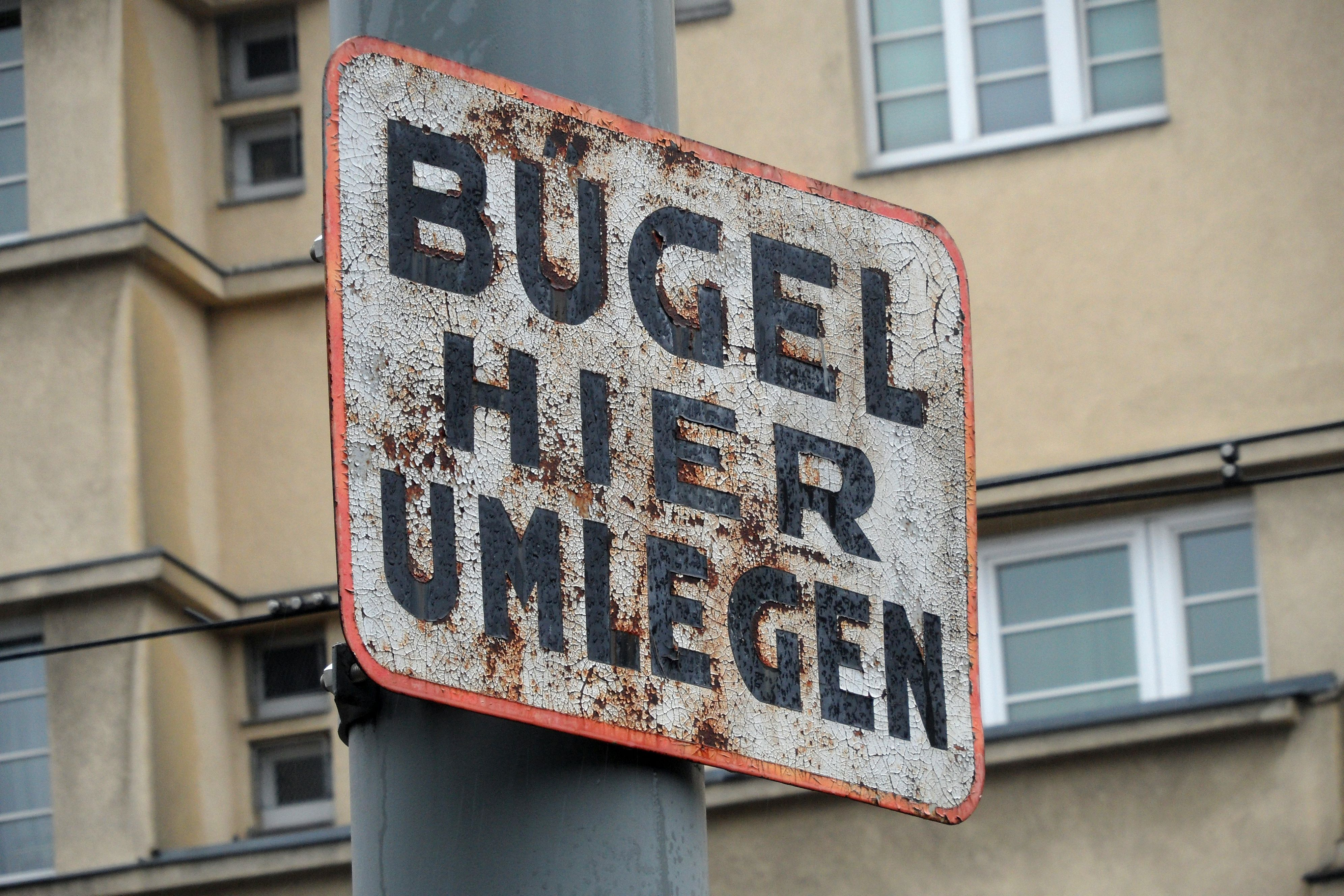
Speziell ausgewiesene Bügelumlegestelle in Wien

Der erste Bügelstromabnehmer wurde von dem deutschen Ingenieur Walter Reichel im Jahr 1889 erfunden und im gleichen Jahr auf der Weltausstellung in Paris vorgeführt. Er besteht aus einem auf dem Fahrzeugdach montierten Metallbügel, der durch Federn gegen die Fahrleitung gedrückt wird. Dieser Metallbügel ist mitunter geschwungen ausgeführt und erinnert an eine Lyra, weshalb sich auch die Begriffe Lyrastromabnehmer oder Lyrabügel eingebürgert haben. Im oberen Bereich des Metallbügels ist quer zur Fahrtrichtung eine ein bis zwei Meter breite Schleifleiste montiert, die den Kontakt mit dem Fahrdraht herstellt. Sie besteht aus Kohlenstoff, in seltenen Fällen aus Kupfer. Schleifleisten vereinfachen die Ausführung der Oberleitung gegenüber dem Rollenstromabnehmer, da auf Oberleitungsweichen verzichtet werden kann und Knicke im Fahrdrahtverlauf toleriert werden. Beim Fahrtrichtungswechsel müssen aber auch Lyrastromabnehmer umgeklappt oder gedreht werden. Vom Wagen nachgezogen, gleitet der Abnehmer besser, und es besteht weniger Beschädigungsrisiko, wenn er sich verhaken sollte.
Lyrastromabnehmer wurden etwa zwischen 1890 und 1920 im Eisenbahn- und Straßenbahnbereich verwendet. Der geringe Kontaktdruck führte zur Entstehung von Lichtbögen und verursachte damit Funkstörungen (vergleiche Lichtbogensender), sie wurden deshalb von den Scherenstromabnehmern weitgehend verdrängt. Um den Sendebetrieb von Radio Wien nicht zu beeinträchtigen, trugen Triebwagen der Type K der Wiener Straßenbahn in den 1920er Jahren Lyrabügel mit hölzernen Seitenteilen. Ihre Leistungsfähigkeit konnten Lyrabügel bei den Drehstrom-Schnellfahrversuchen 1903 auf der Militär-Eisenbahn Marienfelde–Zossen bei Berlin unter Beweis stellen, bei denen Fahrgeschwindigkeiten von bis zu 210 km/h erreicht wurden. Voraussetzung für den Einsatz von Bügelstromabnehmern war ein vorheriger Umbau der Fahrleitung. Um Einkerbungen in der Schleifleiste zu verhindern, muss der Fahrdraht im Zick-Zack verlegt werden. In Bögen ersetzt ein Polygonzug die bisherige Verlegung in der Gleisachse mit vielen Stützpunkten. Beim Betrieb mit Scheren- oder Einholmstromabnehmern sind die Verhältnisse vergleichbar, Fahrzeuge mit Lyra-, Scheren- und Einholmstromabnehmern können problemlos gemischt eingesetzt werden.

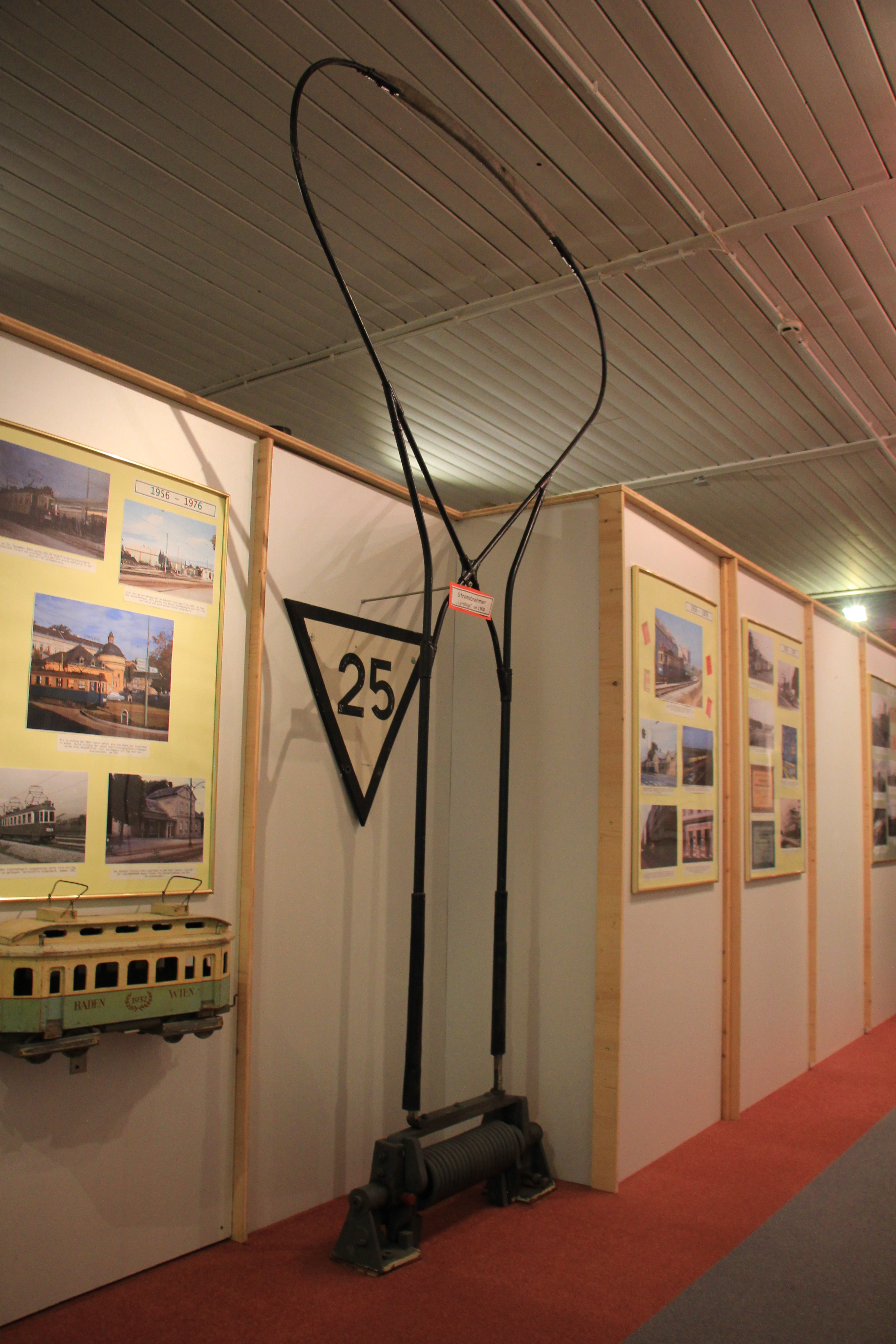
Lyrabügel der Wiener Lokalbahn
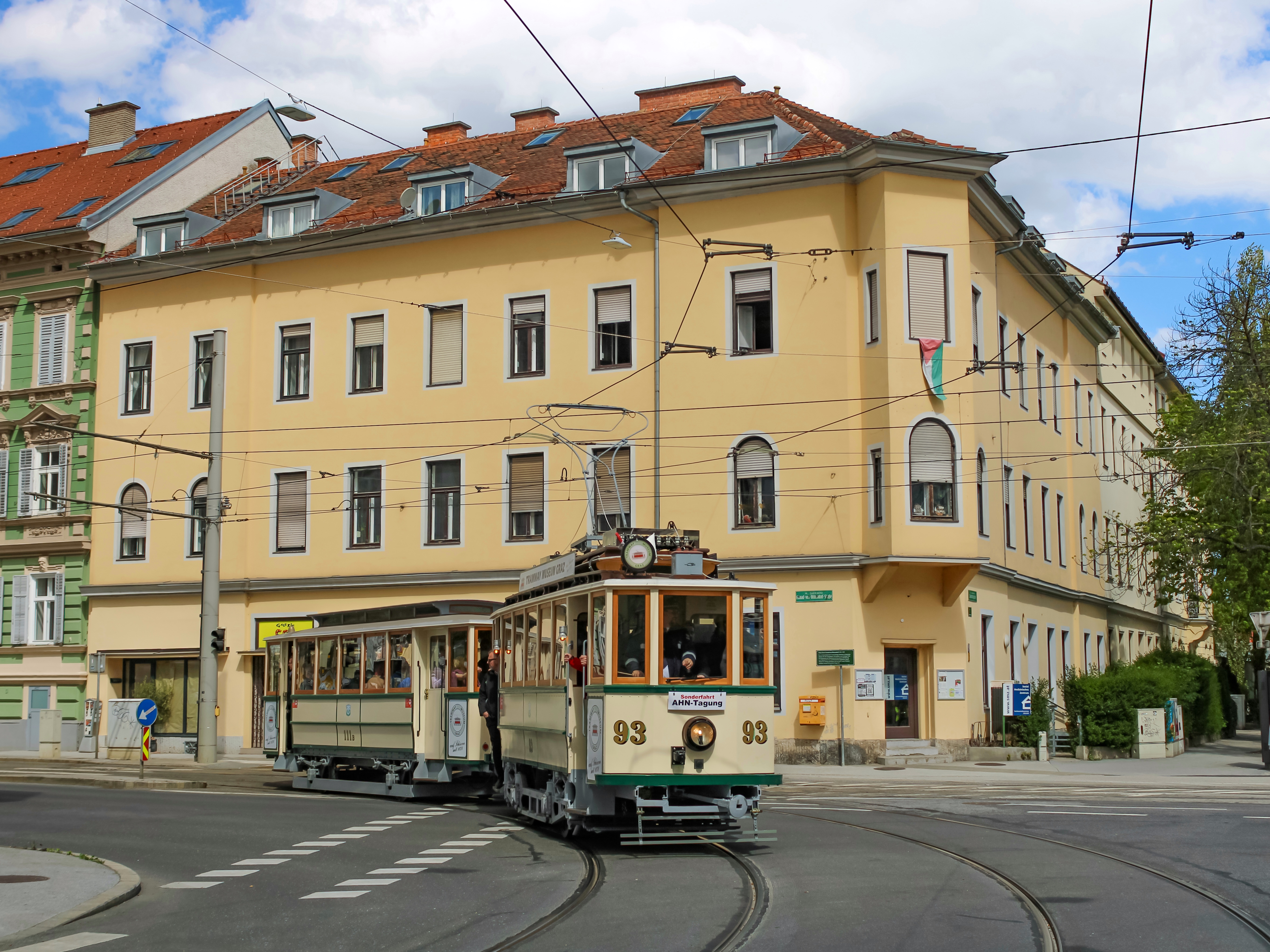
Lyrabügel auf einem Oldtimer des Tramway Museums Graz
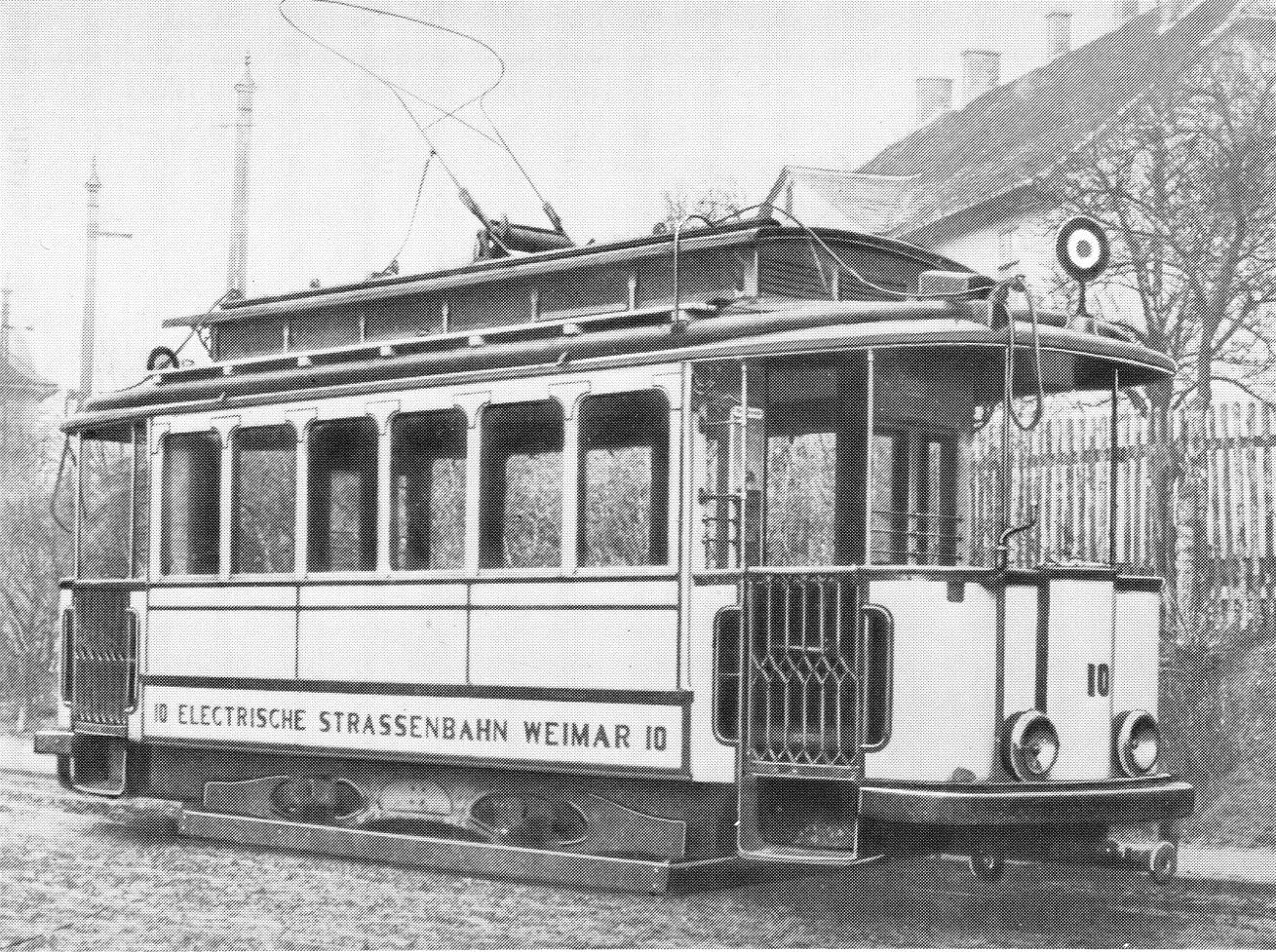
Lyrabügel der Straßenbahn Weimar
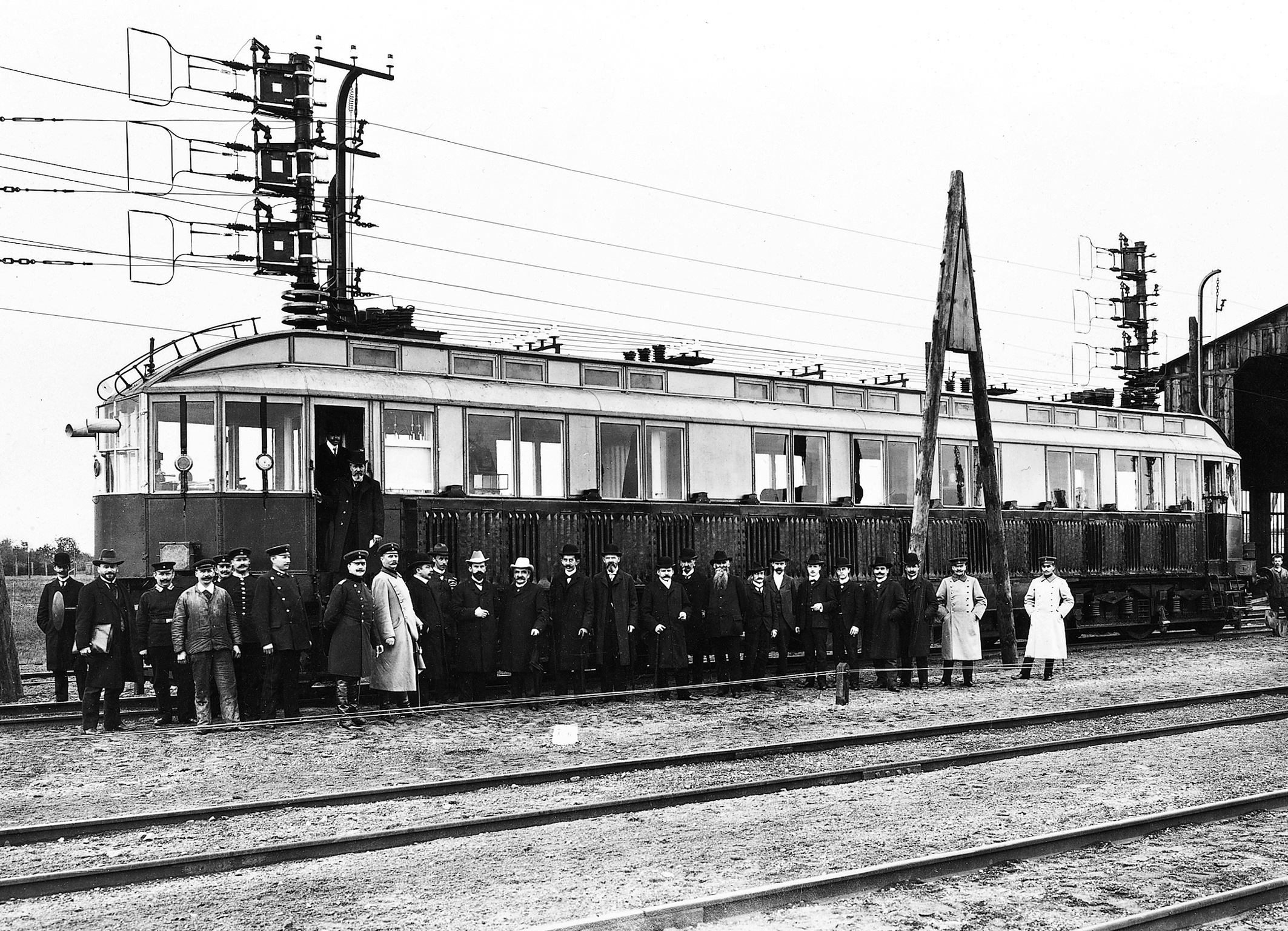
Siemens-Drehstrom-Schnellbahnwagen mit dreipoligem Bügelstromabnehmer, erreichte 206 km/h

#### Scherenstromabnehmer

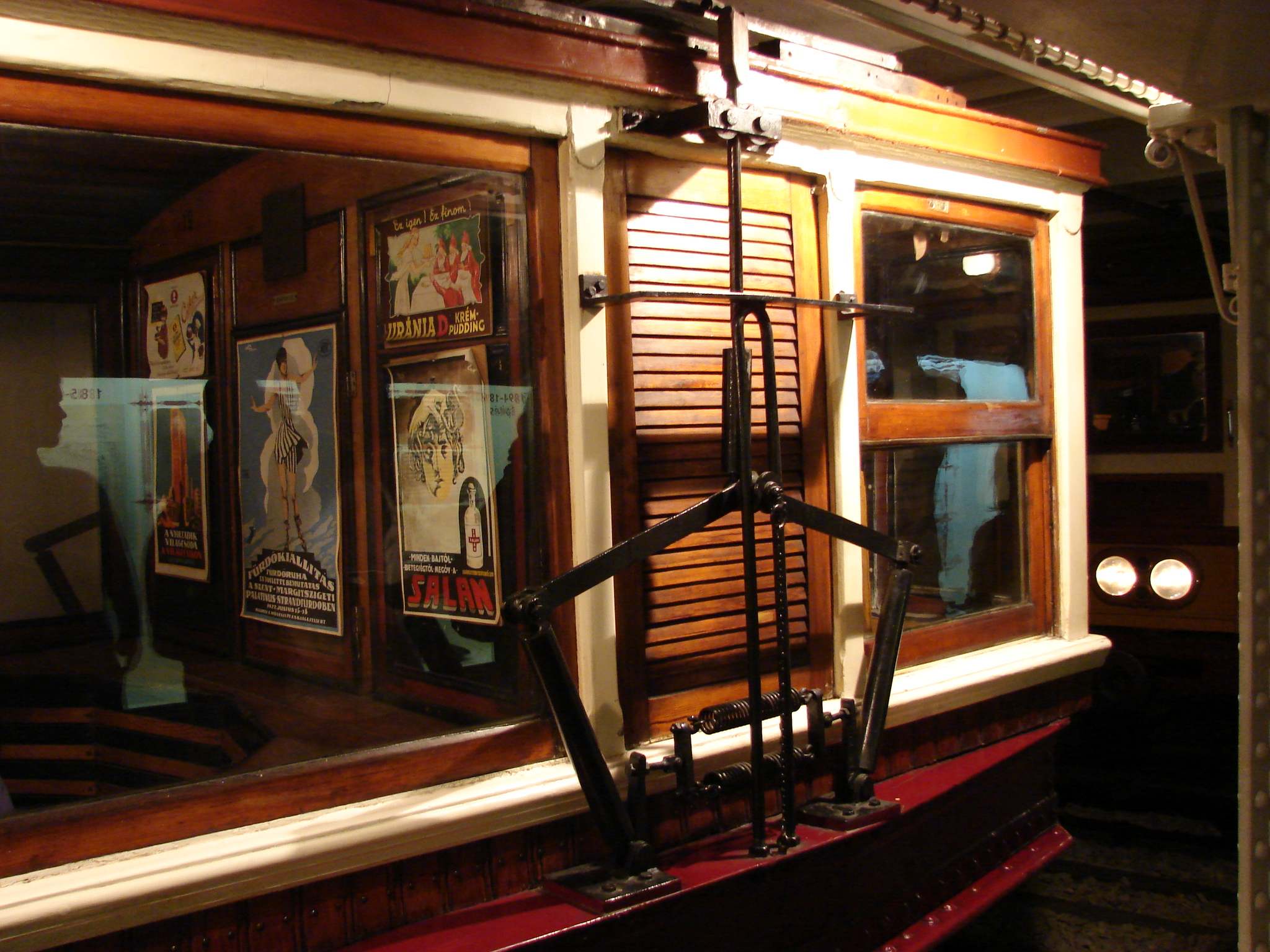
Stromabnehmer der ersten Budapester U-Bahn von 1896; wegen der äußerst geringen Tunnelhöhe konnte die Scherenkonstruktion nicht auf dem Dach untergebracht werden

Die ersten, seit 1895 in einer Tunnelstrecke bei der Baltimore & Ohio Railroad in Verbindung mit einer seitlichen Oberleitung verwendeten Scherenstromabnehmer mit zweidimensionalem Gestänge waren noch Rollenstromabnehmer. Die klassischen dreidimensionalen Scheren- oder „Pantografen“-Stromabnehmer kombinieren das Prinzip des quer zur Fahrtrichtung montierten Schleifbügels („Lyra“ und andere) mit einer Scherenmechanik, die das Schleifstück federnd senkrecht von unten gegen den Fahrdraht drückt und es dabei nach oben ausrichtet. Die Scherenmechanik ähnelt der eines Pantografen, weshalb Scherenstromabnehmer auch so genannt werden. Anders als Lyra- und Rollenstromabnehmer können Scherenstromabnehmer uneingeschränkt für beide Fahrtrichtungen verwendet werden. Durch die kürzeren Hebelarme verfallen sie weniger leicht in Schwingungen und gewährleisten dadurch auch bei hohen Fahrgeschwindigkeiten einen kontinuierlicheren Kontakt zwischen Fahrdraht und Stromabnehmer.
In Deutschland entwickelte 1897 die Nürnberger Elektrizitäts-Aktiengesellschaft, vormals Schuckert & Co. für Grubenbahnen einen Bügel-Scherenstromabnehmer, dessen Scherengestänge sogar schon eine sogenannte Stromabnehmerwippe mit zwei Schleifstücken trug. Beim damaligen Einsatzbereich kam es nur auf Beidrichtungstauglichkeit an, noch nicht auf Geschwindigkeitstauglichkeit. Mit den ersten Bügel-Scherenstromabnehmern im öffentlichen Verkehr nahm 1903 die San Francisco, Oakland, and San Jose Railway (SFOSJR, später Key-System) ihren Betrieb auf. Sie waren in der Werkstatt der Gesellschaft gebaut. Konstrukteur war John Q. Brown, ein Mitarbeiter der Bahngesellschaft.
Ursprünglich und insbesondere bei Straßenbahnwagen lange, teilweise noch heute, werden Scherenstromabnehmer durch Federn an den Fahrdraht gedrückt und mit einer Leine abgezogen und in dieser Lage arretiert. Zuerst bei Fernbahnfahrzeugen wurden pneumatische Senkantriebe eingeführt. Vorhandene Federn gleichen nur noch die Masse des Gestelles aus. Wenn die Druckluftversorgung ausfällt, senkt sich der Stromabnehmer selbsttätig. Die deutschen Vorkriegselloks hatten für das erstmalige Aufrüsten, wenn noch keine Druckluft zur Verfügung stand, Handluftpumpen auf einem Führerstand, moderne Triebfahrzeuge verwenden einen batteriebetriebenen Hilfsluftpresser.
Grundsätzlich gibt es drei Möglichkeiten, wie die Schleifleisten (Bügel) auf das Scherengestänge aufgesetzt werden:
- Es gibt nur ein Schleifstück, das direkt auf der Spitze der „Schere“ sitzt und von dieser so gehalten wird, dass seine gebogenen Enden gerade nach unten zeigen.
- Das Schleifstück hat die Form eines Lyrabügels mit ganz kurzen Armen, wird in Ruhelage von Federn senkrecht gehalten und klappt während der Fahrt nach hinten.
- Das  Scherengestänge drückt eine sogenannte Wippe oder Palette mit zwei oder mehreren Schleifstücken an den Fahrdraht.

Lange Zeit überwogen Scherenstromabnehmer mit nur einem Schleifstück. Erst um 1960 haben sich Paletten allgemein durchgesetzt. Insbesondere für das Übertragen von großen Leistungen, beispielsweise im deutschen Fernbahnnetz, wurden beim Betrieb mit Einfachschleifleisten beide Stromabnehmer einer Lokomotive angelegt.

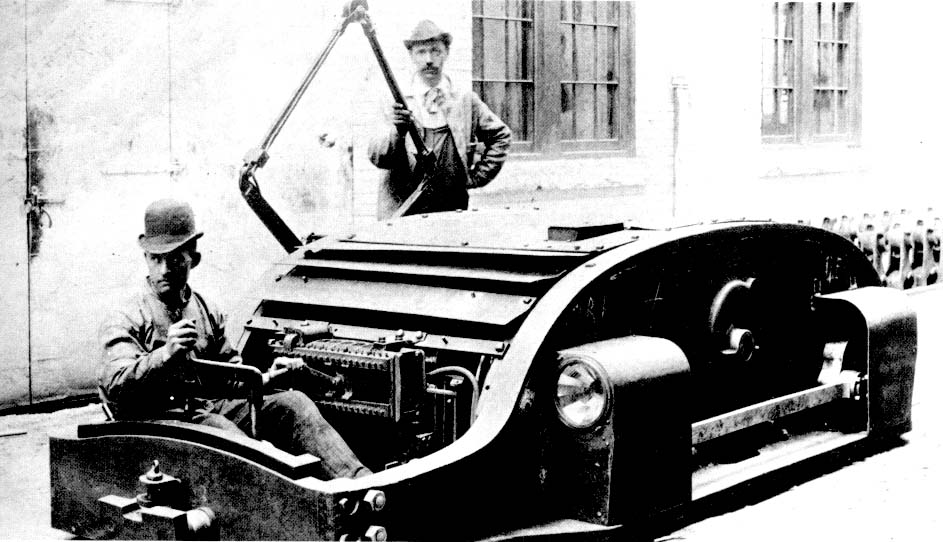
Rollen-Scherenstromabnehmer, US-Grubenlok 1895
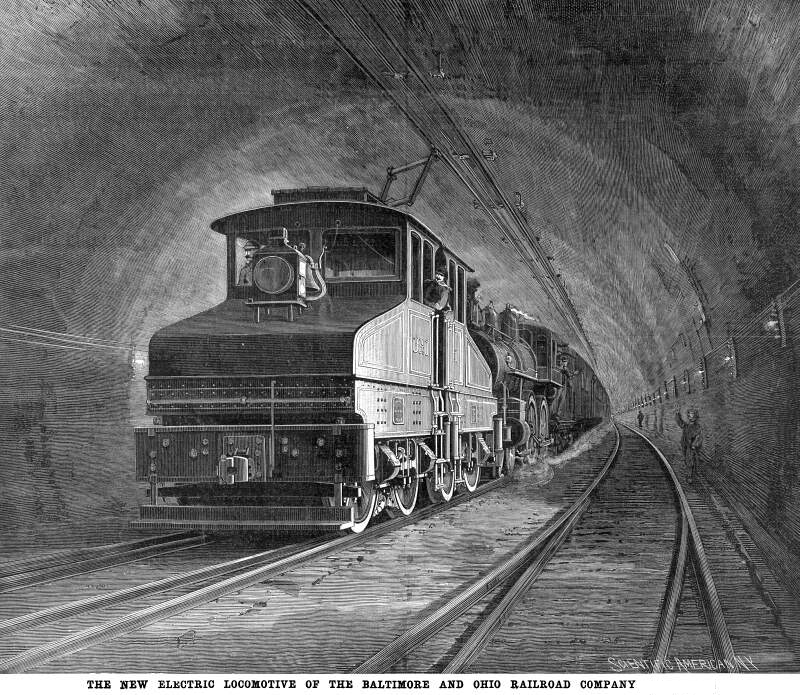
Rollen-Scherenstromabnehmer bei der Baltimore and Ohio Railroad 1895
Scherenstromabnehmer mit Palette im Saarbergbau, 1897
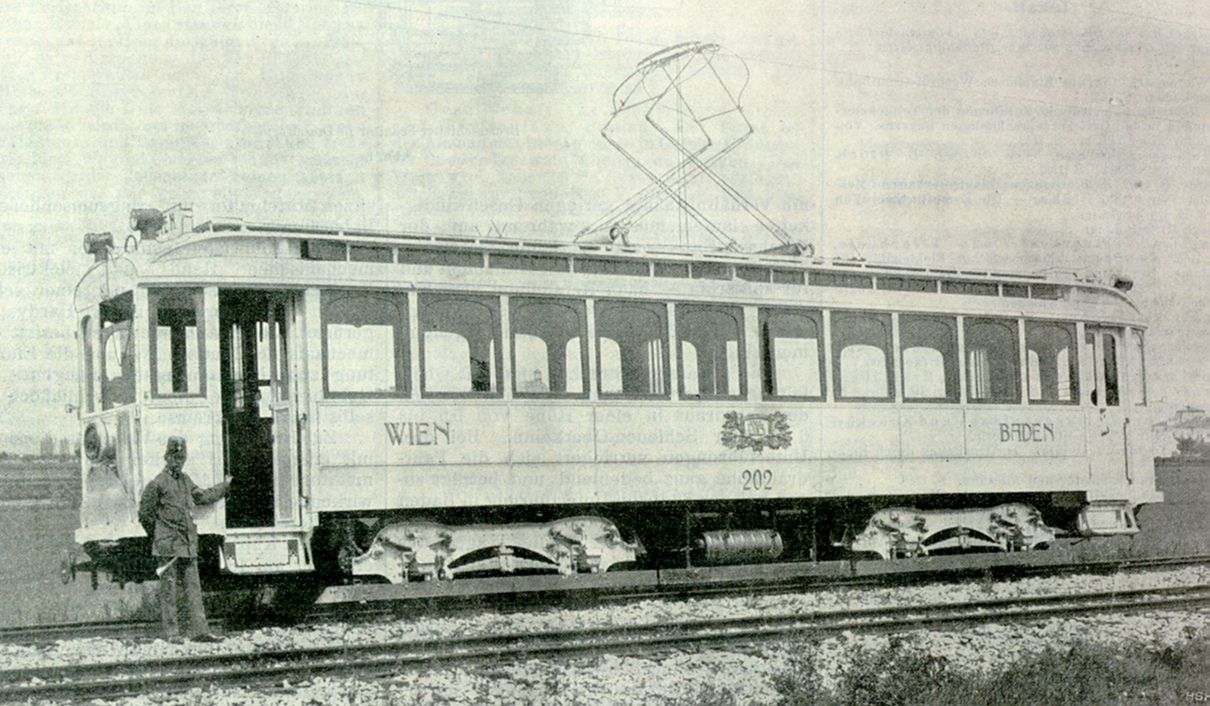
Versuchsform nach Art der Dreiecksbügel bei der Wiener Lokalbahn (1906)
Stromabnehmer Typ C1 von MFO und BBC mit einfachem Schleifstück, 1934
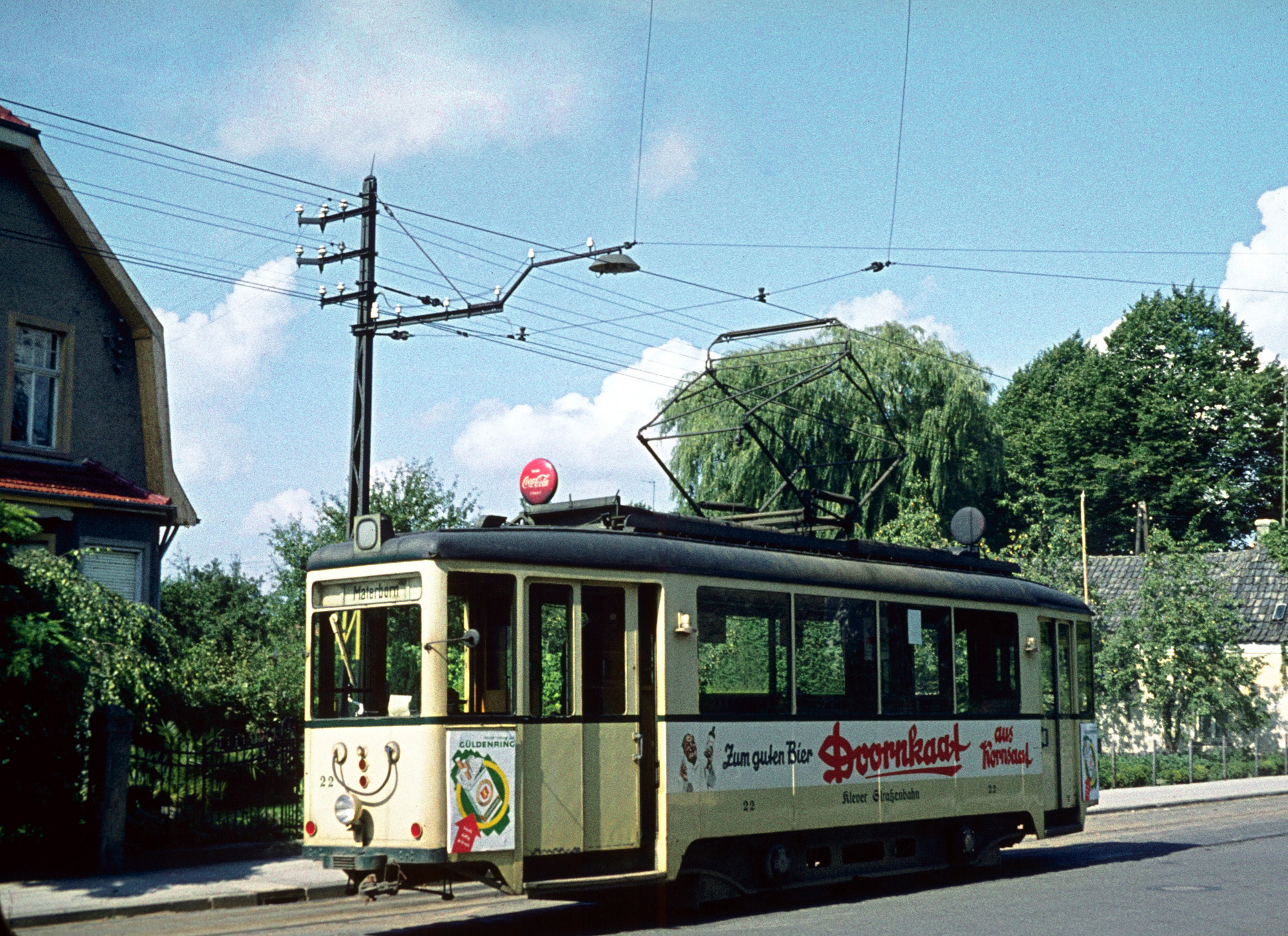
Bügel-Scherenstromabnehmer mit einfachem Schleifstück, Kleve 1961
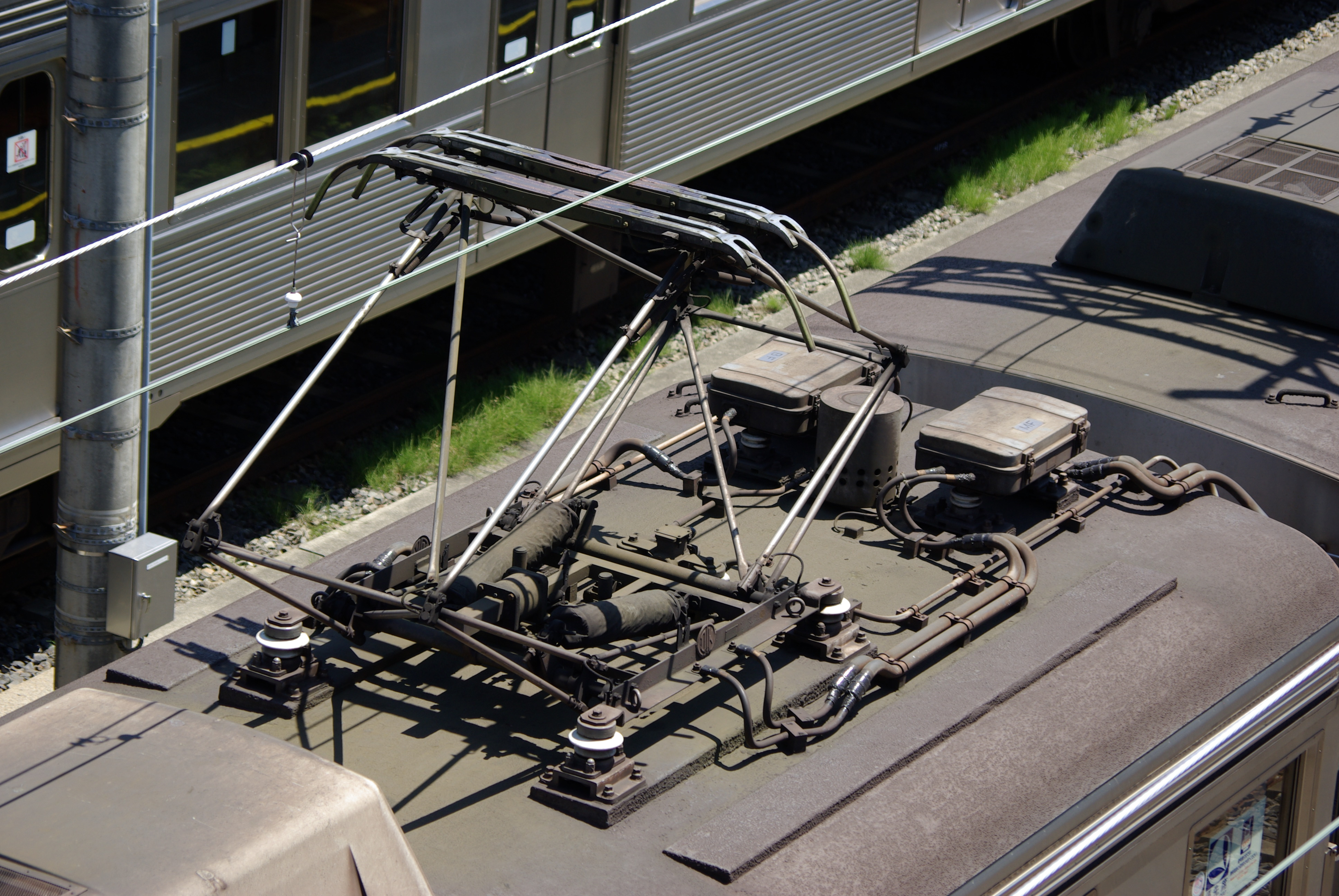
Scherenstromabnehmer mit Palette im Tokioter Nahverkehr
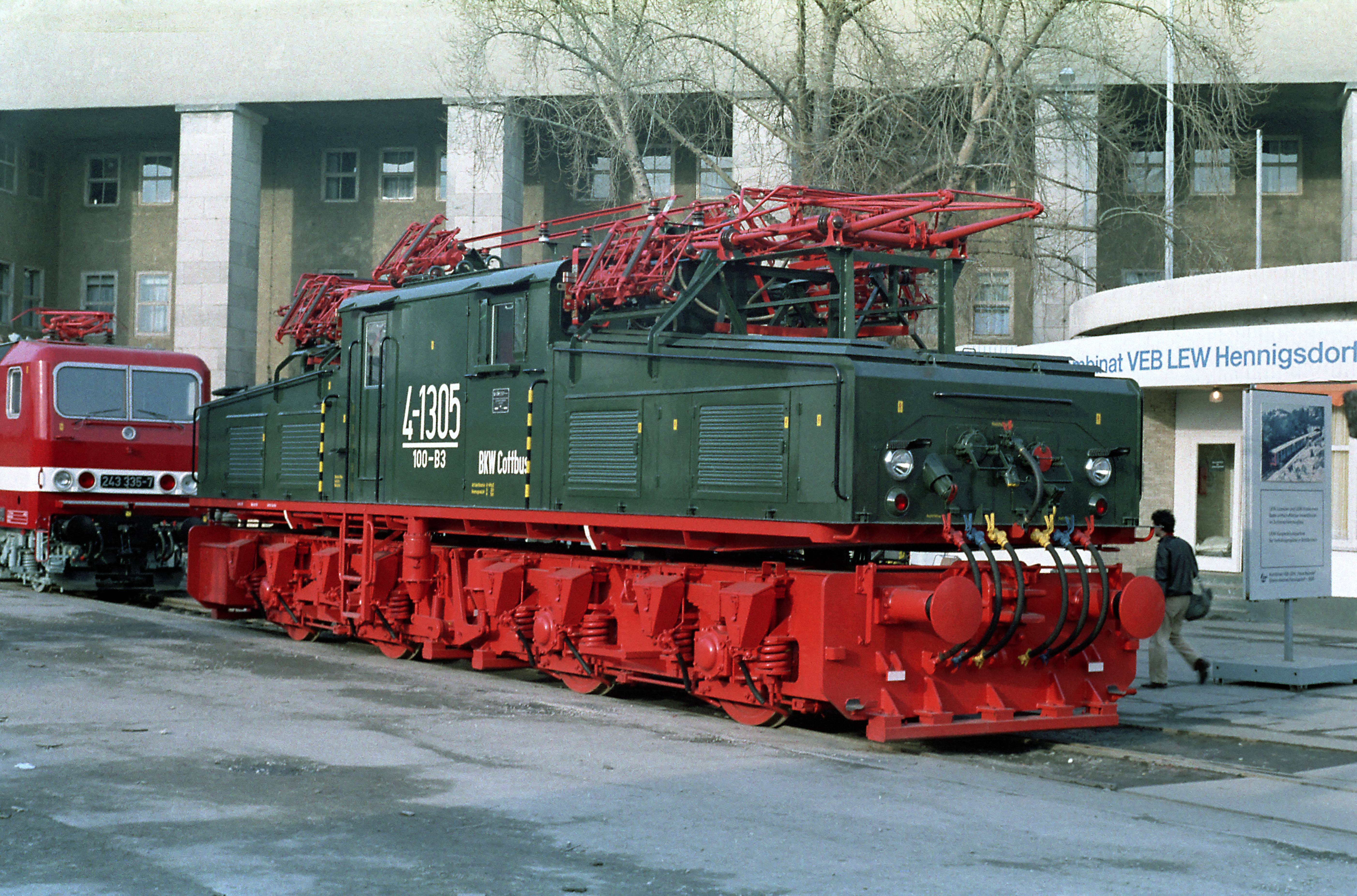
Industrielokomotive mit Scherenstromabnehmern für Mittel- und Seitenfahrleitung

#### Dreiecksbügel
Diese auch als „Berliner Dreiecksbügel“ bezeichnete Bauart entspricht am ehesten einer Mischung aus dem oberen Teil eines Scherenstromabnehmers, auf welchem ein Aufsatz in der Art eines verbreiterten Lyrabügels montiert ist. Ebenso gab es aber später auch Scherenbügel-Aufsätze. Über Federn und Windwerk wurde der Stromabnehmer an die Fahrleitung gedrückt. Er kam in den Jahren ab 1906 unter anderem bei den von Siemens ausgerüsteten Triebwagen der Rheinuferbahn, der Wiener Lokalbahn und bei den Elektrolokomotiven Reihe E der Niederösterreichischen Landesbahnen zum Einsatz. Bei den Lokomotiven der Mariazellerbahn hielt sich der Dreiecksbügel mit Scherenaufsatz noch bis Anfang der 1960er Jahre.

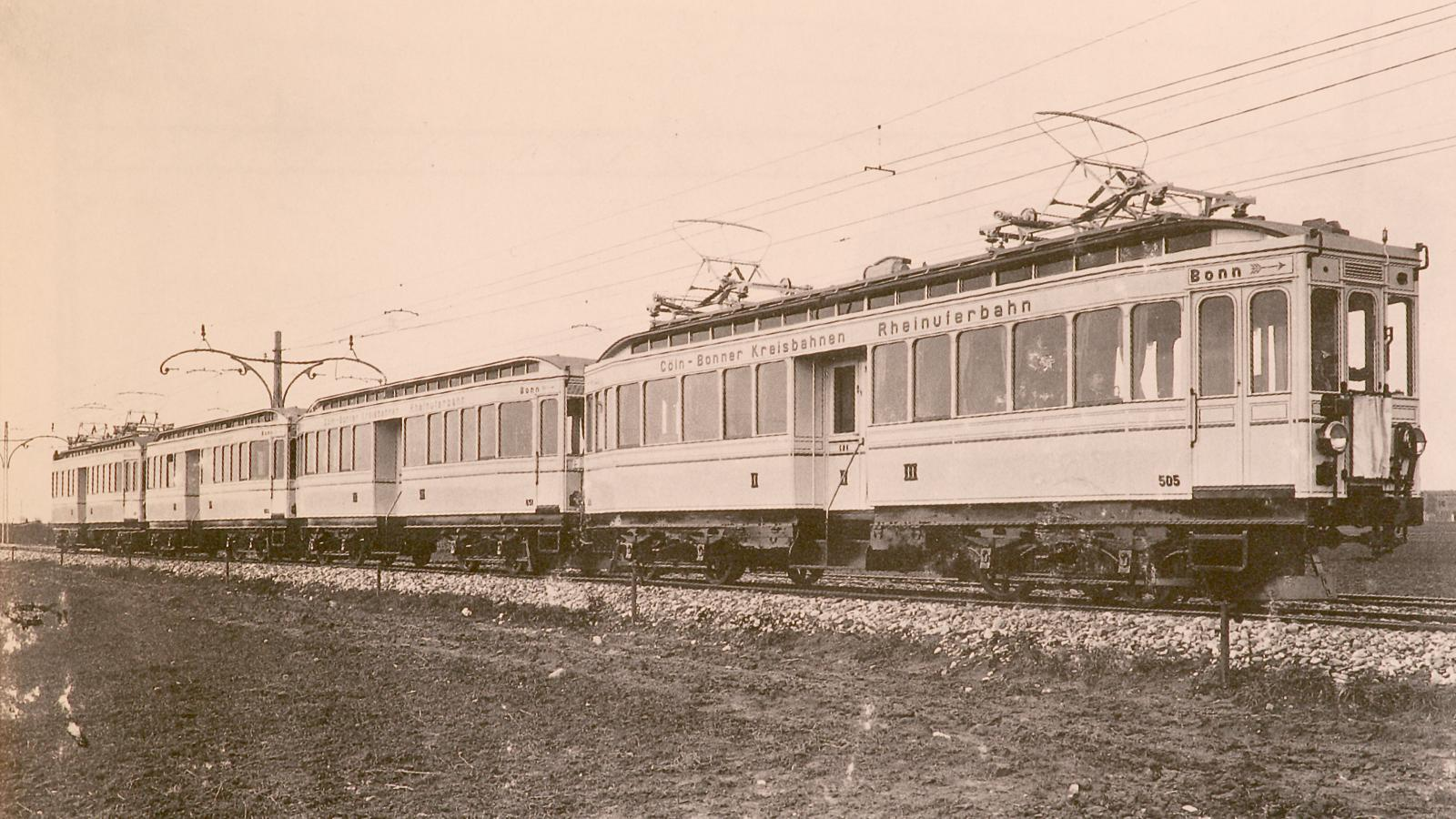
Triebwagen der Rheinuferbahn mit Dreiecksbügel (1906)
NÖLB E mit Dreiecksbügel (1910)
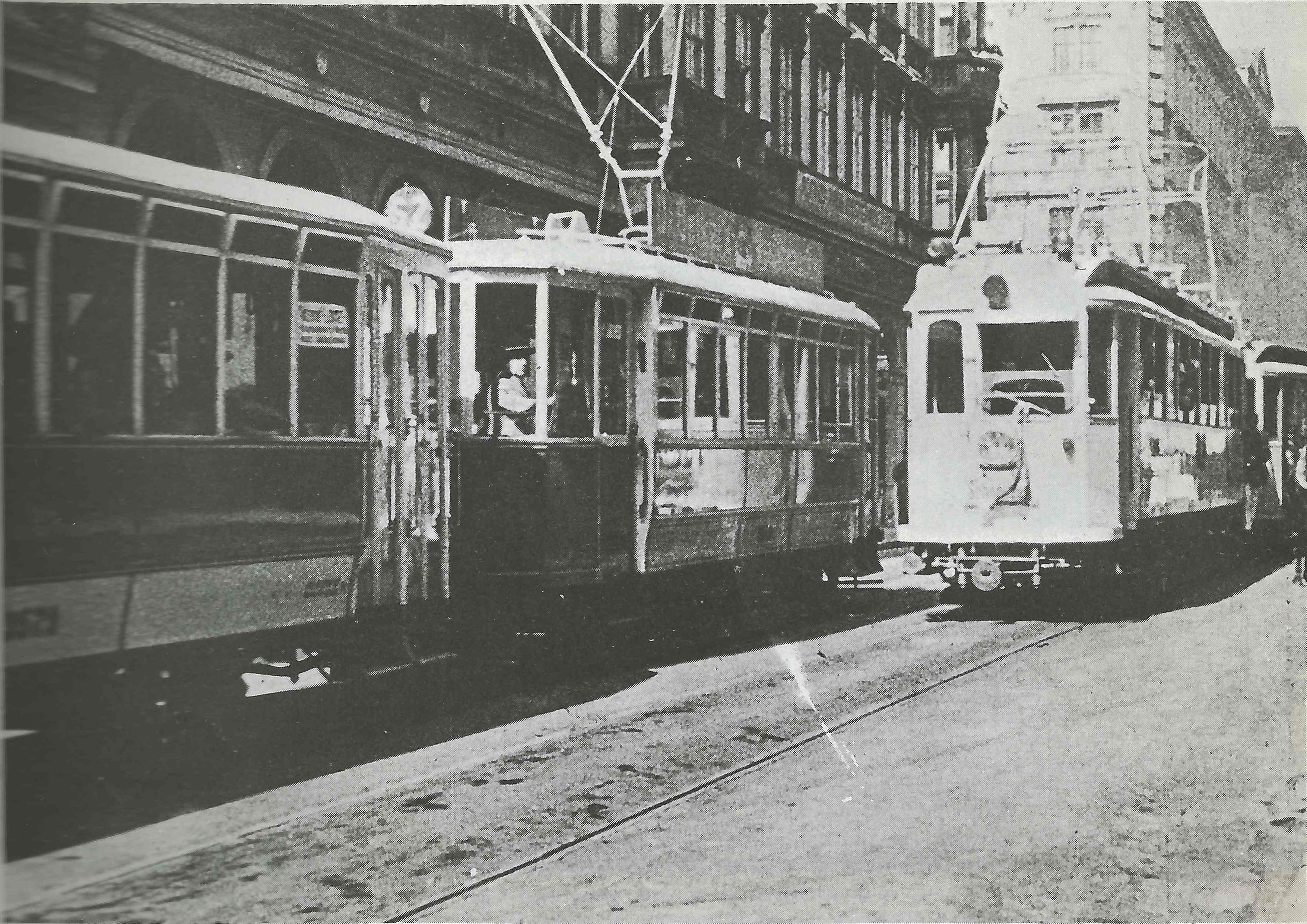
WLB-Triebwagen Reihe 200 (rechts) mit zwei Dreiecksbügeln (1925)

#### Einholmstromabnehmer

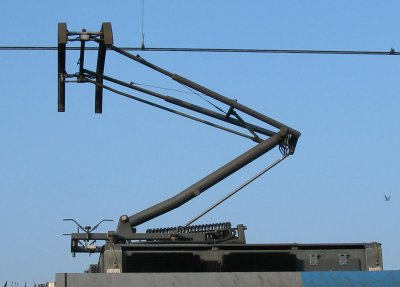
Einholmstromabnehmer

Mit der Steigerung der Fahrgeschwindigkeiten stieß die Verlässlichkeit der Scherenstromabnehmer an Grenzen. Das führte zur Entwicklung der Halbscheren- und Einholmstromabnehmer. Die Verminderung von mindestens neun auf nur noch drei Scherenstreben ermöglichte eine massive Reduzierung des Luftwiderstandes des angelegten Stromabnehmers und dadurch eine wesentliche Verbesserung des Fahrdrahtkontaktes. Auch die Masse – und damit die Massenträgheit – ließ sich erheblich reduzieren, sodass die Schleifleiste schneller vertikalen Auslenkungen des Fahrdrahtes folgen kann, was ebenfalls den Kontakt verbessert. Der geringere Platzbedarf und die vollständige Faltbarkeit sind zudem vorteilhaft, wenn Mehrsystemfahrzeuge mit mehreren Stromabnehmern für verschiedene Oberleitungssysteme ausgestattet werden müssen. Trotz ihrer asymmetrischen Bauart sind Einholmstromabnehmer in der Regel so konstruiert, dass sie sich im Kniegang (Gelenk nach vorn) ebenso verhalten wie im Spießgang (Gelenk nach hinten).
Nach den Rekordfahrten im Jahre 1955 durch die SNCF CC 7107 und BB 9004 (326 km/h bzw. 331 km/h) mit extremer Lichtbogenbildung an den traditionellen Stromabnehmern wurde im selben Jahr vom Unternehmen Faiveley nahe Paris der Einholm-Stromabnehmer entwickelt und von der SNCF zuerst auf der Rekordlokomotive BB 9004 getestet. Die Versuchsfahrten fanden auf einer neu elektrifizierten 25-kV-Strecke im Nordosten von Frankreich im Winter 1956/57 statt. Da die Fahrleitung noch nicht unter Spannung stand, musste die Versuchslokomotive von einer schnelllaufenden Dampflokomotive geschoben werden, um das Stromabnehmerverhalten prüfen zu können.

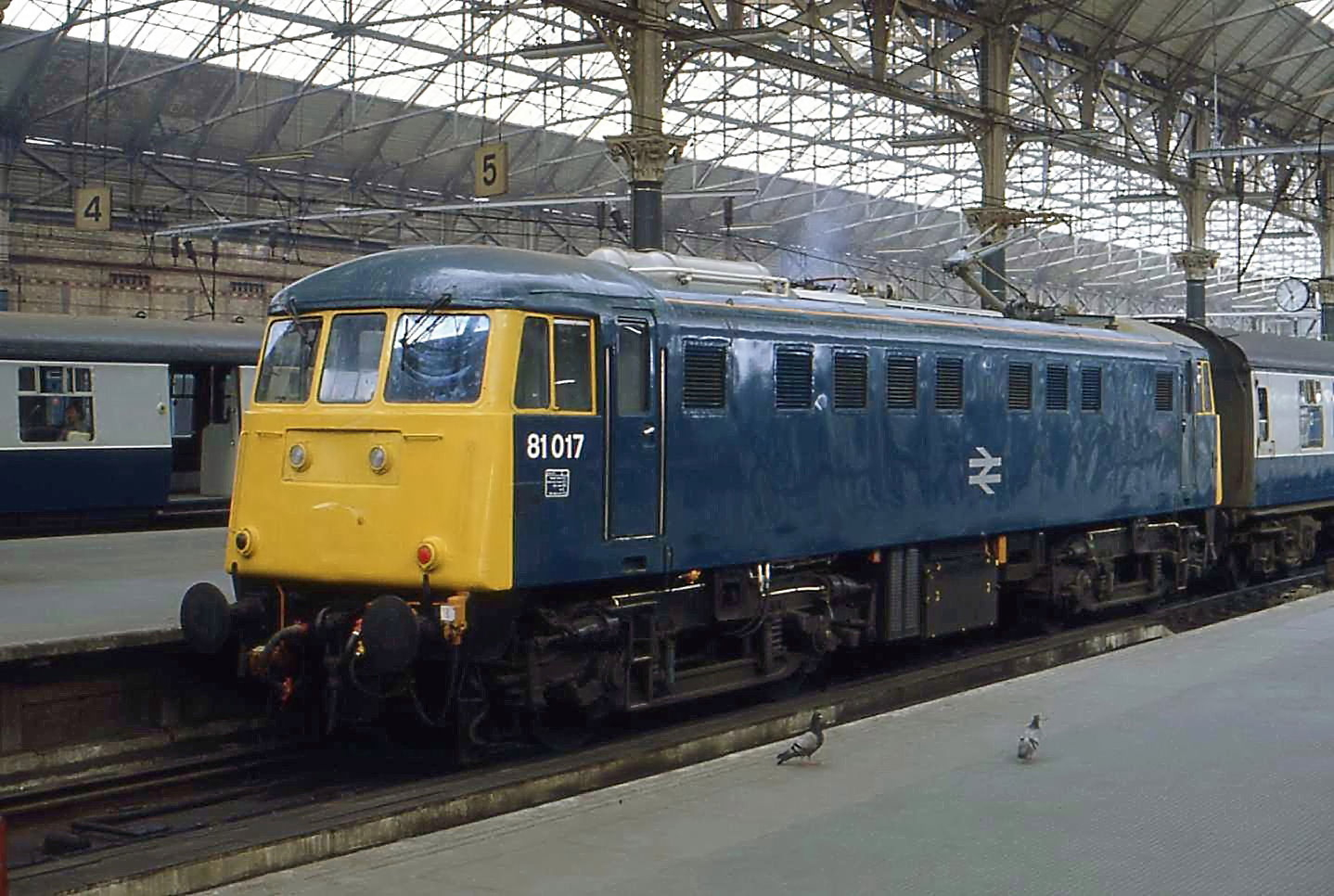
Class 81 von British Rail im Bahnhof Manchester Piccadilly

Die ersten in Serie gefertigten Einholmstromabnehmer waren die AM11-Stromabnehmer von MTE, einem Joint Venture von Jeumont-Schneider und Creusot-Loire. Sie wurden erstmals bei den 1958 in Dienst gestellten französischen Wechselstromlokomotiven BB 1600 eingesetzt und ab Juli 1958 auch auf die neu in Betrieb genommenen BB 16500 „Danseuses“ der Firma Alsthom, Belfort übernommen wurden. Von 1958 an wurden sämtliche neuen französischen elektrischen Triebfahrzeuge der SNCF damit ausgerüstet, wenn auch in neuerer Zeit mit leicht veränderter Bauweise. Ab 1959 kamen sie bei einer in französischer Lizenz gebauten russischen Lokomotive und bei den Bo’Bo’-Lokomotiven der britischen Reihe 81 zum Einsatz (wenn auch nur ein Stromabnehmer pro Maschine). Bei der Deutschen Bundesbahn wurden Einholmstromabnehmer erstmals serienmäßig bei den Baureihen 181 und 184 sowie in größeren Stückzahlen ab Beginn der 1970er Jahre bei den Triebwagen der Baureihe 420 und den Lokomotiven der Reihe 111 eingesetzt, bei den ÖBB bei der Reihe 1042. Die Deutsche Reichsbahn setzte sie serienmäßig zuerst bei den Lokomotiven der Reihe 243 (heute 143) ein. In der Schweiz wurden die Einholmstromabnehmer bei der Rhätischen Bahn 1962 versuchsweise auf zwei Berninatriebwagen (37 und 38) und ab 1964 auf allen Neubaufahrzeugen, bei den Re 4/4" der SBB versuchsweise ab 1967 (11107–09) und systematisch ab 1969 (ab 11156) aufgebaut, in Norwegen wurden sie erst ab 1985 eingeführt. Auch in Italien blieben Scherenstromabnehmer lange die Regelbauart, so auch bei der ersten Serie der Hochgeschwindigkeitstriebköpfe ETR 500.
Während Einholmstromabnehmer zunächst wie Scherenstromabnehmer mit Zugfedern an den Fahrdraht gedrückt und mit einem pneumatischen Senkantrieb gesenkt wurden, werden heute überwiegend Luftfederbälge eingesetzt, die es erlauben, den Anpressdruck je nach Anforderung des Oberleitungssystems einzustellen (wichtig bei Mehrsystemfahrzeugen), und die mit einer automatischen Bügelsenkeinrichtung ausgestattet sein können, die beim Bruch einer Schleifleiste anspricht und größere Beschädigungen der Oberleitung verhindert. Bei Straßenbahnfahrzeugen blieb das Prinzip des Anlegens mit Federkraft und Abziehens mit der Stromabnehmerleine länger üblich. Heute erhalten die Stromabnehmer bei Wagen ohne Druckluftversorgung Motorantriebe.

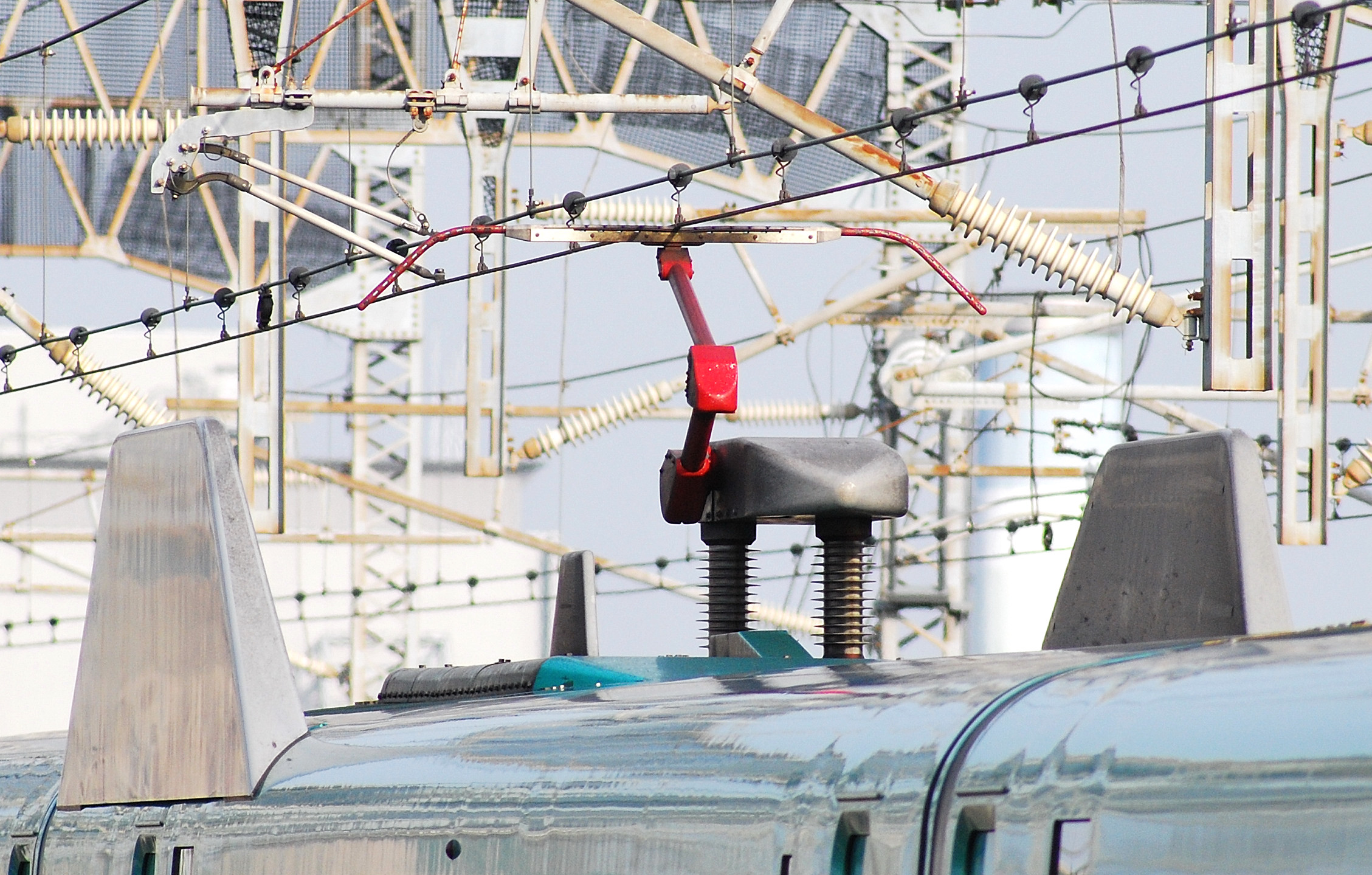
Stromabnehmer der Shinkansen-Baureihe E5

Insbesondere bei Stromabnehmern für Hochgeschwindigkeit sind die Schleifleisten zusätzlich einzeln abgefedert, um Unebenheiten im Fahrdrahtverlauf weniger träge folgen zu können und Lichtbögen zu minimieren. Für die Shinkansen wurde ein Stromabnehmer entwickelt, dessen Antrieb auf einer strömungsgünstig verkleideten Platte angebracht ist, was ihn im Betrieb leiser macht.
Mitte der 1970er Jahre wurden nach mehreren durch die Scherenstromabnehmer im Schnellfahrbetrieb verursachten Schäden an Oberleitungen diese bei der Reihe 103 durch Einholmstromabnehmer ersetzt. Da zu Beginn nicht genügend Einholmstromabnehmer verfügbar waren, wurden sie teilweise mit Lokomotiven der Baureihe 111 getauscht. Seit Mitte der 2000er Jahre werden auf Lokomotiven der Deutschen Bahn bei Revisionen zunehmend weitere Scherenstromabnehmer durch Einholmstromabnehmer ersetzt, so beispielsweise bei den Baureihen 140, 151 und 155.
Heute sind Einholmstromabnehmer allgemein üblich und haben sich auch bei Fahrzeugen durchgesetzt, die im normalen Einsatz selten Geschwindigkeiten über 50 km/h erreichen.

### Stangenstromabnehmer mit Schleifbügel

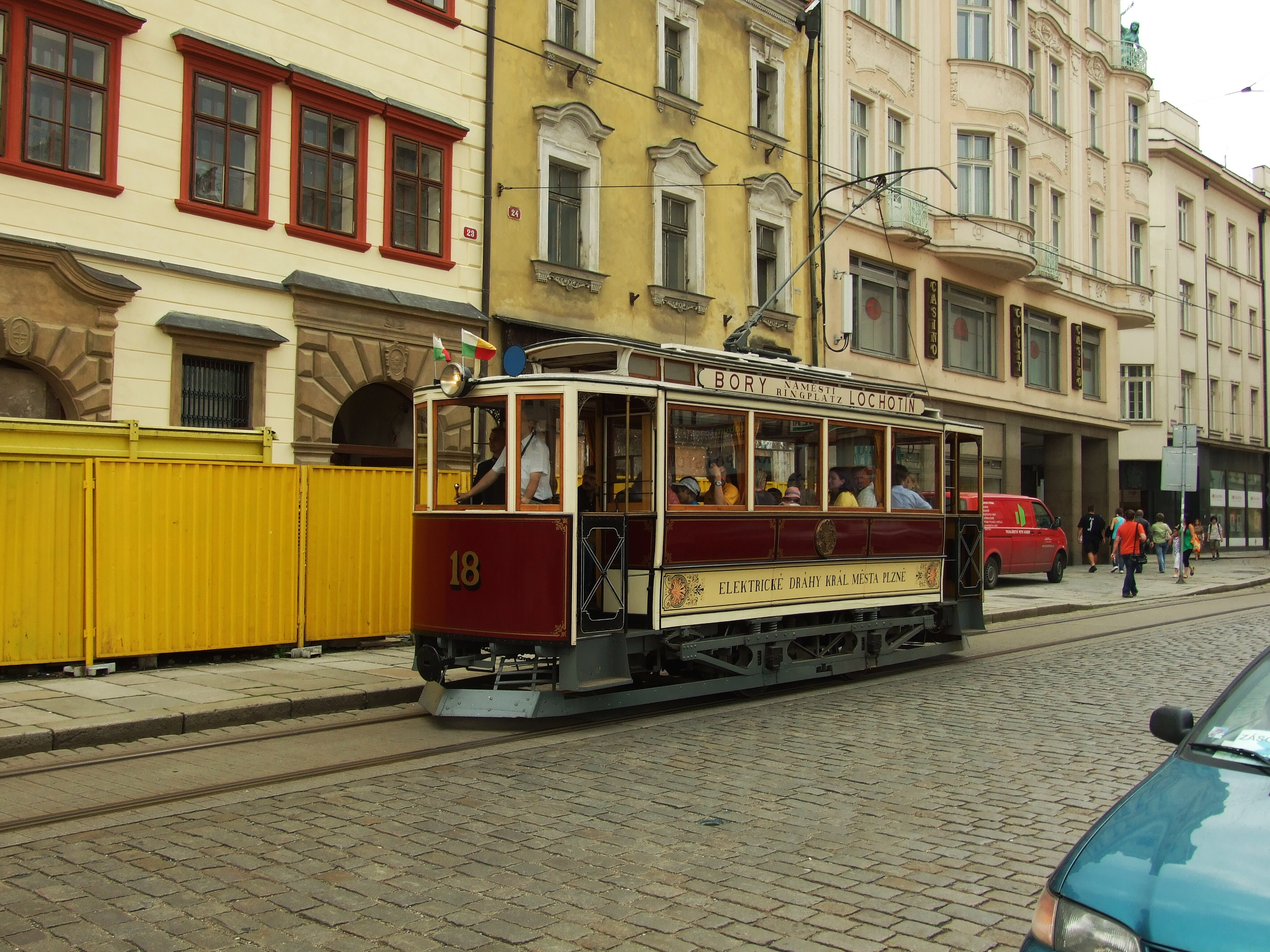
Plzeň: historischer Stangenstromabnehmer, nachträglich mit Schleifbügel ausgestattet

Eine Kombination aus zuvor genannten Hauptformen sind Stangenstromabnehmer, die nachträglich mit einem quer zur Fahrleitung angeordneten Schleifbügel ausgestattet wurden. Ihre Entwicklung erfolgte, um historische Straßenbahnwagen auch unter modernen Oberleitungssystemen einsetzen zu können. Ein Beispiel hierfür ist die Straßenbahn Pilsen. Der Stromabnehmerbock muss dafür gegen seitliche Bewegungen versteift werden, weil die Palette den Stromabnehmer nicht führen kann. Die überhängende Lage der Palette muss jedoch bei der Regulierung der Fahrleitung berücksichtigt werden

### Mehrpolige Stromabnehmer
Für Drehstrom- und zweipolige Gleichstromsysteme mit Mittelpunkt-Neutralleiter gibt es auch mehrpolig ausgeführte Stromabnehmer.

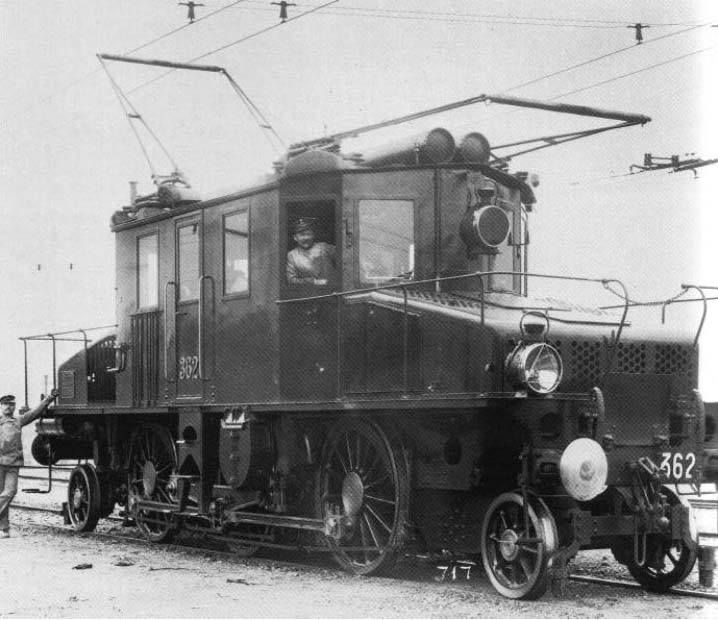
1902 von Kálmán Kandó entwickelte Drehstromlok der italienischen Baureihe RA 361–363, ein nur elektrisch geteilter Stromabnehmer für die zweipolige Fahrleitung
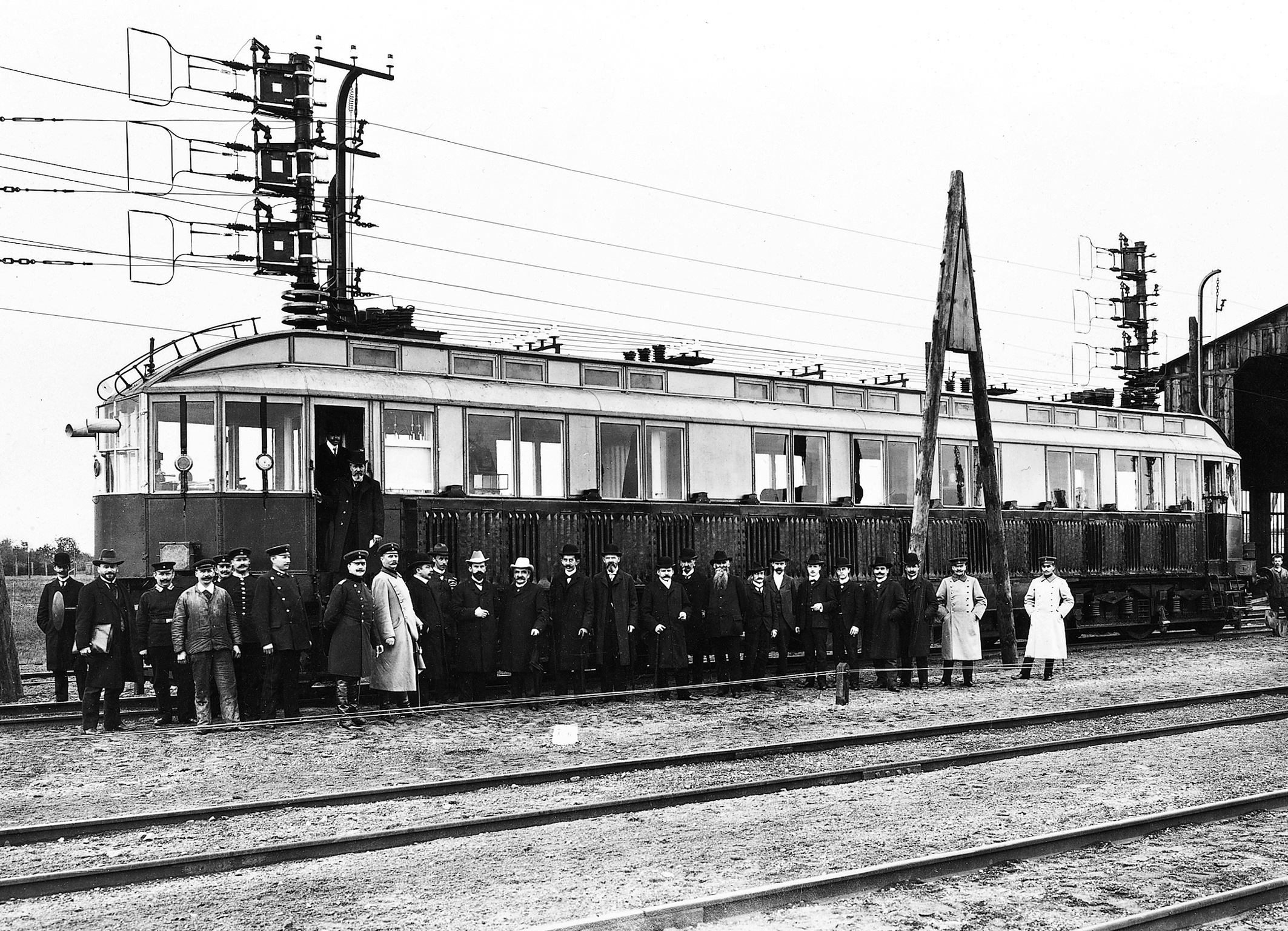
Drehstromtriebwagen von Siemens 1903, übereinander angeordnete Schleifbügel für die dreipolige Fahrleitung
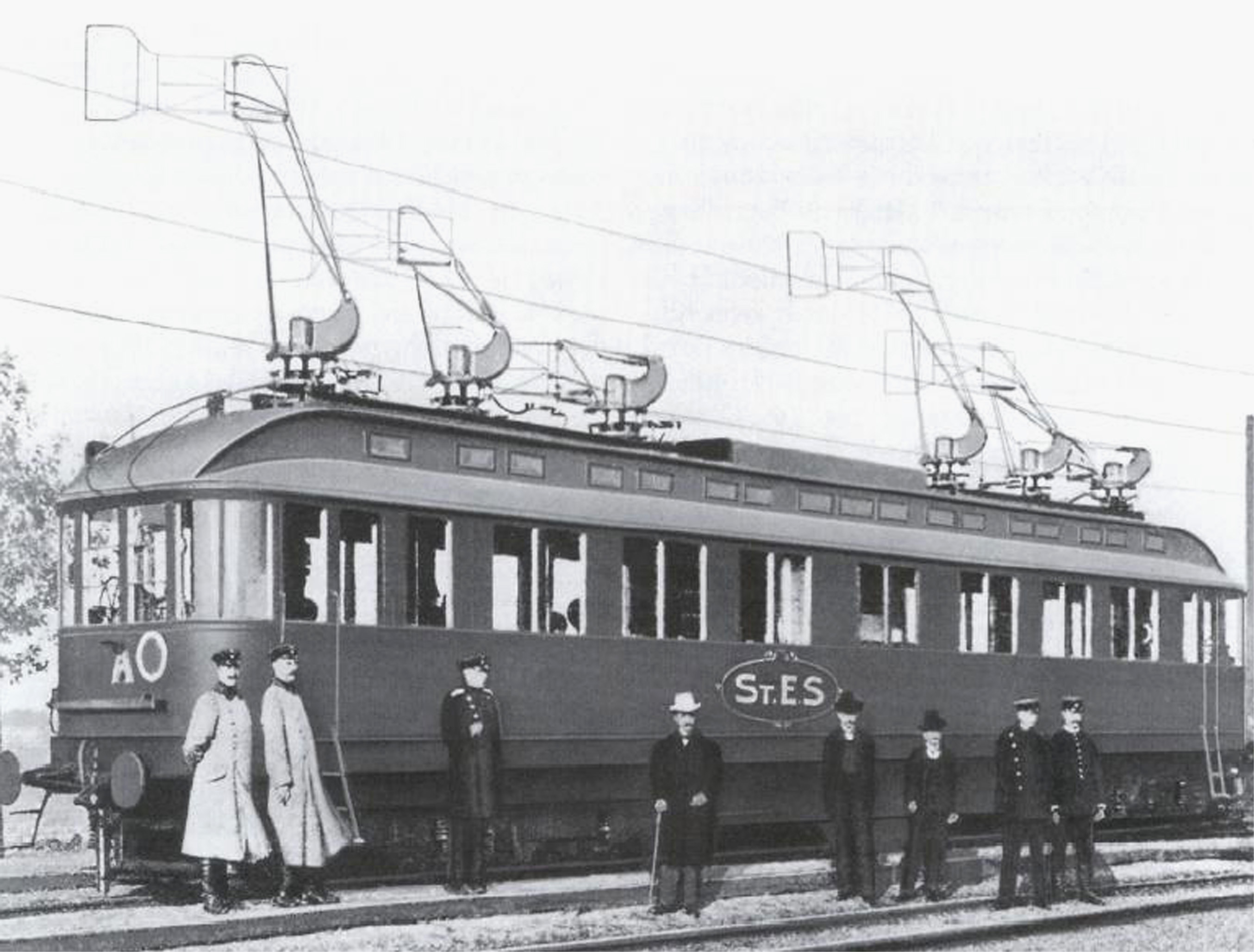
Drehstromtriebwagen von AEG 1903, hintereinander angeordnete Schleifbügel für die dreipolige Fahrleitung
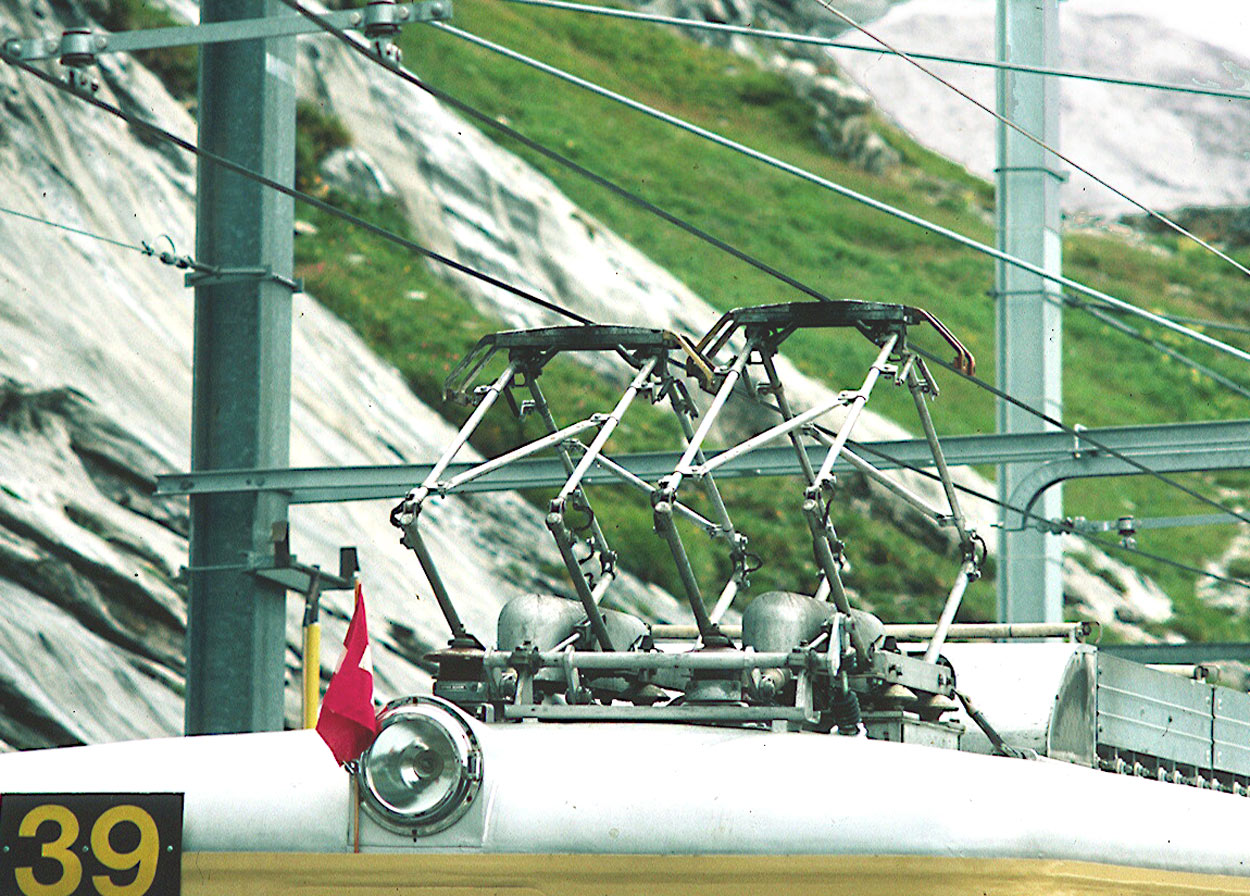
Jungfraubahn, doppelte Stromabnehmer für die zweipolige Drehstrom-Fahrleitung
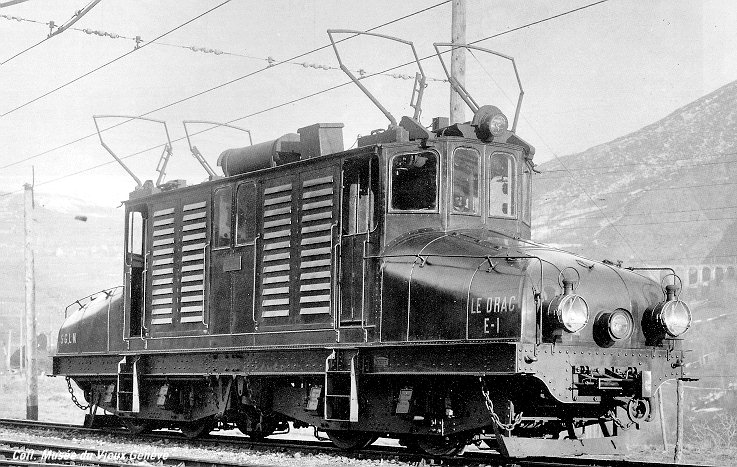
Elektrolokomotive Le Drac 1903, doppelte Lyrastromabnehmer für die zweipolige Gleichstromfahrleitung

Das Schiffshebewerk am Krasnojarsker Stausee verwendet drei Scherenstromabnehmer.
Die seit Ende 2012 in Wien verkehrenden Batteriebusse benutzen während des Ladevorgangs einen zweipoligen Einholmstromabnehmer, ebenso die seit 2021 in Köln eingesetzte Flotte.

### Stromschienen-Stromabnehmer

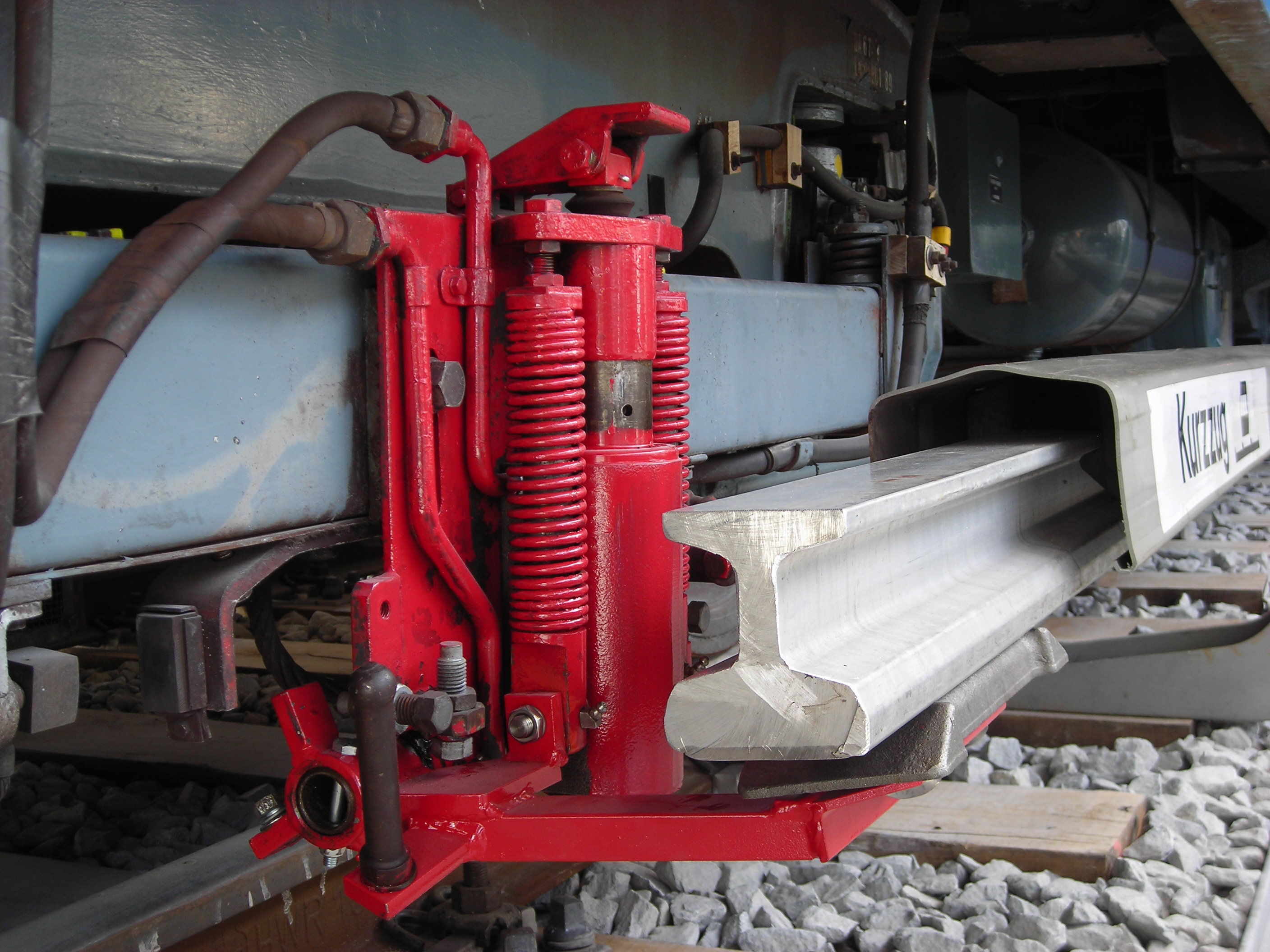
Stromabnehmer eines Münchener U-Bahn-Wagens mit an den Radsatzlagergehäusen gelagerten Stromabnehmerbalken

Bei Bahnen mit seitlich neben dem Gleis angeordneten Stromschienen gibt es einfacher beschaffene Stromabnehmerbügel, die schleifend auf, seitlich oder unter der Stromschiene entlanggeführt werden. Zur Gewährleistung einer möglichst unterbrechungsfreien Stromzufuhr auch in Weichenverbindungen erhalten Triebfahrzeuge für Stromschienenbetrieb in der Regel vier Stromabnehmer, je zwei pro Seite und Fahrzeugende. Bei Triebzügen betrifft das jede einzeln betriebsfähige Einheit. Auch die Wuppertaler Schwebebahn verwendet ein solches System, wegen des asymmetrischen Laufwerkes jedoch nur einseitig. In Netzen mit unterschiedlicher Stromschienengeometrie wie beispielsweise bei der U-Bahn Berlin gibt es insbesondere für Arbeits- und Hilfsfahrzeuge Stromabnehmer, die ohne Änderung bei von oben und unten bestrichenen Stromschienen benutzt werden können.
Stromschienenstromabnehmer werden in der Regel an isolierten Stromabnehmerbalken angebracht. Um zu verhindern, dass das Federspiel die Stromübertragung beeinflusst, wurden die Stromabnehmerbalken zu Anfang ungefedert an den Radsatzlagergehäusen befestigt. Inzwischen hat sich die Anbringung an den Drehgestellrahmen durchgesetzt. Das vergleichsweise kleine Federspiel der Primärfederung ist durch die Stromabnehmer auszugleichen.
Die Möglichkeit, die Stromabnehmer eines Zuges vom Führerstand, vergleichbar mit Dachstromabnehmern, von der Stromschiene abzuheben und den Zug damit spannungslos zu machen, besteht aus Platzgründen in der Regel nicht. Eine Ausnahme ist beispielsweise die S-Bahn Berlin. Dort sind die Stromabnehmer um eine zweite, höherliegende Achse beweglich. Um diese können sie nach innen geklappt werden. In dieser Lage überschreiten sie das Fahrzeugumgrenzungsprofil nicht.

## Systemvarianten in Europa
Durch verschiedene technische und bauliche Rahmenbedingungen haben sich auf dem kontinentaleuropäischen Eisenbahnnetz verschiedene Fahrleitungsbauformen herausgebildet, die unterschiedliche Palettenbreiten, Schleifleistenmaterialien und Stromabnehmerbauweisen erfordern. Daher müssen Mehrsystemfahrzeuge für den internationalen Verkehr mit unterschiedlichen Stromabnehmern ausgerüstet sein. Die Bauarten unterscheiden sich in der Breite des Stromabnehmers, der Art des verwendeten Schleifleistenmaterials und der Abfederung der Palette. Begrenzend wirken der Seitenausschlag des Fahrdrahtes und das im Stromabnehmerbereich zur Verfügung stehende Lichtraumprofil.
Im Zuge der Harmonisierung für den grenzüberschreitenden Verkehr auf den TEN-Korridoren wurde eine einheitliche Geometrie festgelegt, die als Eurowippe bezeichnet wird. Ihre Festlegung erfolgte in TSI Fahrzeuge (2008/232/EG) Abschnitt 4.2.8.3.7.2.
| Einsatzgebiete | Stromsystem                 | Stromsystem | Palettenbreite | Schleifleistenmaterial |
| --- | --------------------------- | ----------- | -------------- | ---------------------- |
| Dänemark, Deutschland, Bulgarien, Niederlande (Betuweroute), Norwegen 1, Österreich, Schweden 1, Slowakei, Tschechien, Rumänien, Ungarn (seit 1999) | Wechselspannung             | 15 kV/25 kV | 1950 mm        | Graphit                |
| Norwegen 1, Schweden 1 | Wechselspannung             | 15 kV       | 1800 mm        | Graphit                |
| Belgien, Frankreich, Luxemburg, Schweiz | Wechselspannung             | 15 kV/25 kV | 1450 mm        | Graphit                |
| Ungarn (bis zur Fahrleitungsanpassung 1999) | Wechselspannung             | 25 kV       | 2060 mm        | Graphit                |
| Kroatien, Bosnien-Herzegowina, Serbien, Montenegro, Mazedonien, Griechenland, Türkei (teilweise)                                                    | Wechselspannung             | 25 kV       | 1650 mm        | Graphit                |
| Belgien, Frankreich, Luxemburg (bis 2018), Niederlande, Slowakei, Tschechien                                                                        | Gleichspannung              | 1,5 kV/3 kV | 1950 mm        | Graphit metallisiert   |
| Italien, Slowenien, Kroatien (bis 2012) | Gleichspannung              | 3 kV        | 1450 mm        | Kupfer                 |
| Polen, Tschechien, Slowakei | Gleichspannung              | 3 kV        | 1950 mm        | Graphit metallisiert   |
| Russland | Wechselspannung             | 25 kV       | 2250 mm        | Graphit                |
| Russland | Gleichspannung              | 3 kV        | 2250 mm        | Kupfer                 |
| Eurowippe (Anwendung in Kroatien, Belgien, Niederlande (HSL Zuid), Italien 25-kV-Strecken)                                                          | Wechsel- und Gleichspannung |             | 1600 mm        | Graphit                |

Neu- und Ausbaustrecken in Europa, die nach dem 1. Januar 2015 gebaut wurden und werden, müssen für Stromabnehmer mit 1900 mm oder 1600 mm mit isolierten Hörnern befahrbar sein. Strecken, die mit mehr als 250 km/h befahrbar sind, müssen für beide Stromabnehmerarten geeignet sein. 

## Funktionsweise und Überwachung von Stromabnehmern mit Schleifstück

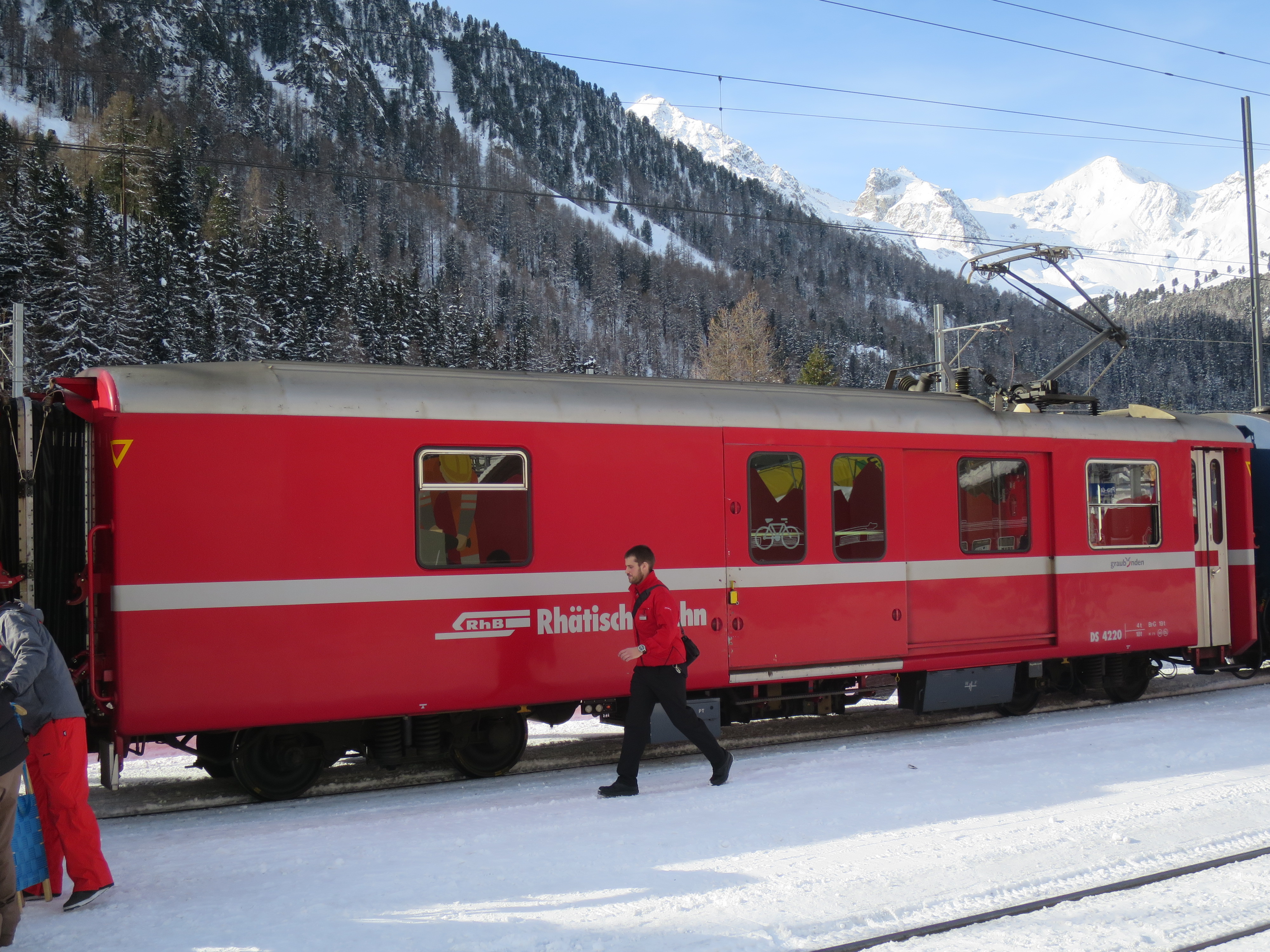
Heizwagen der Rhätischen Bahn mit Stromabnehmer, benötigt um bei längeren Zügen die Heizleitung des Zuges zusätzlich mit Leistung zu versorgen

Während der Fahrt steht das Schleifstück in ständiger schleifender Berührung mit dem Fahrdraht, abgesehen von kurzzeitigen Unterbrechungen durch Unebenheiten der Fahrdrahtunterseite oder Fahrzeugstöße. Der Strom fließt vom Fahrdraht durch das Schleifstück und die gegen das Dach isolierte metallene Stützen- bzw. Trägerkonstruktion zur Dachleitung, die den Strom zum Hauptschalter oder ins Fahrzeuginnere weiterleitet.
Sowohl das Schleifstück als auch der Fahrdraht verschleißen ständig durch die Reibung. Fahrdraht und Schleifstück müssen daher bei entsprechendem Zustand regelmäßig erneuert werden. Da der Fahrdraht nur mit erheblichem Aufwand gewechselt werden kann, wird für die Schleifleisten ein weicheres Material gewählt, so dass der Verschleiß des Abnehmers höher ist und der Fahrdraht geschont wird. Um den Verschleiß der Schleifleisten gleichmäßig zu gestalten und ein Einschneiden des Fahrdrahtes zu vermeiden, wird dieser bei Fahrleitungen für Schleifbügelstromabnehmer im Zickzack über den Gleisverlauf gespannt.
Kommt es während der Fahrt zu einem Schleifleistenbruch, kann die Fahrleitung durch die nach oben drückende Trägerkonstruktion des Stromabnehmers heruntergerissen werden. Moderne Stromabnehmer haben daher eine Schleifleistenüberwachung. Hierbei ist ein Messingröhrchen längs in die Schleifleisten eingelassen und an eine Druckluftversorgung angeschlossen. Wird das Röhrchen aufgerieben oder bricht es, so wird der Stromabnehmer durch den Druckabfall gesenkt.
Die meisten Vollbahnlokomotiven verfügen über zwei Stromabnehmer. Üblicherweise wird davon der in Fahrtrichtung hinten liegende angelegt, um bei einer eventuellen Beschädigung ein Herabfallen von Teilen auf die Dachausrüstung und den noch intakten Stromabnehmer zu vermeiden und um die Gefahr von Überschlägen durch Verunreinigung der Isolatoren der Dachausrüstung durch den leitfähigen Schleifleistenabrieb zu minimieren. Auch befindet sich der hintere Stromabnehmer bei höheren Geschwindigkeiten meist in einer aerodynamisch homogeneren Luftschicht mit weniger Luftwirbeln. Bei Doppeltraktion oder Vorspann werden in der Regel der jeweils vorderste und hinterste Stromabnehmer des Lokgespanns verwendet, um Fahrdrahtschwingungen und -anhub zu reduzieren.
Schwingungen und Luftverwirbelungen können dazu führen, dass der Stromabnehmer kurzzeitig vom Fahrdraht springt. Ein – auch sehr kurzer – Kontaktverlust fällt bei modernen Fahrzeugen wegen der vielen elektronischen Bauteile, die für eine korrekte Funktion auf eine kontinuierliche Stromversorgung angewiesen sind, weit stärker ins Gewicht als bei älteren Fahrzeugen, die dies besser verkraften. Die Notwendigkeit einer unterbrechungsfreien Stromversorgung verbunden mit den steigenden Geschwindigkeiten führte zu Neukonstruktionen, deren Tauglichkeit vor allem mit dem ICE S und anderen Bahndienstfahrzeugen überprüft wird. Von der Regel der Nutzung des in Fahrtrichtung hinten liegenden Stromabnehmers wird wegen des stets möglichen Funkenschlags auch dann abgewichen, wenn direkt hinter der Lokomotive feuergefährliche Güter oder PKW befördert werden oder ein Steuerwagen eingestellt ist. Einen Sonderfall stellen Mehrsystemfahrzeuge dar, bei denen oft nur ein Stromabnehmer für jedes Stromsystem zur Verfügung steht; hier gibt es dann keine Auswahlmöglichkeit.
Bei Straßenbahnzügen fallen durch die niedrigeren Geschwindigkeiten die aerodynamischen Effekte nicht sonderlich ins Gewicht. Dort wird oft der vordere Stromabnehmer eingesetzt; teilweise ist dies auch mit der Fahrtrichtung gekuppelt. Der Hauptgrund dafür war, dass in der Vergangenheit die Weichen in vielen Straßenbahnnetzen über Fahrleitungskontakte und den Oberstrom umgestellt wurden. Die Lage des vorderen Stromabnehmers ist vom Führerstand einfacher einzuschätzen.
Wenn man nur einen Stromabnehmer einsetzen will, sollte dieser mit mindestens zwei Schleifleisten (oder Schleifstücken) ausgerüstet sein, da bei der kleinsten Unebenheit der direkte Kontakt verloren geht. In der Anfangszeit der elektrisch betriebenen Bahnen besaßen die Scherenstromabnehmer nur ein Schleifstück, weshalb auf historischen Fotos immer beide Stromabnehmer angelegt sind. Bei vereisten Fahrdrähten wird dies auch heute noch so gehandhabt. Verkürzte Schutzstrecken und Systemtrennstellen dürfen jedoch nicht mit zwei gehobenen Stromabnehmern befahren werden. Die durch die Dachleitung verbundenen Stromabnehmer würden den neutralen Abschnitt überbrücken und einen Kurz- oder Erdschluss auslösen. Ist es notwendig, in einem derartigen Abschnitt mit zwei angelegten Stromabnehmern zu fahren, dann muss vor der Schutzstrecke oder Systemtrennstelle abgebügelt werden.

## Schleifstück/Schleifleiste
Als Schleifstück/Schleifleiste kann theoretisch jeder elektrisch leitende Werkstoff eingesetzt werden. Dennoch werden heute im deutschsprachigen Raum hauptsächlich zwei Arten von Schleifstücken eingesetzt, solche aus Graphit und aus Aluminiumlegierungen. Daneben sind im 3-kV-Gleichspannungsnetz der FS auch noch Kupfer-Schleifleisten im Einsatz. Kupfer-Schleifleisten sind sehr schwer, so dass der Stromabnehmer träger reagiert; daher ist ein hoher Anpressdruck an die Fahrleitung nötig. Um dies zu bewältigen, muss die Fahrleitung stabiler ausgeführt sein, so dass sie ihrerseits auch schwerer wird und zum Durchhängen neigt. Allerdings ist Kupfer ein sehr guter Leiter mit besseren Werkstoffeigenschaften als Aluminium und Kohle und es unterbleibt auch eine Korrosion der Kupferfahrleitungen. Während heute praktisch nur noch Kupferfahrdrähte eingesetzt werden, waren früher auch solche aus verzinktem Stahldraht im Einsatz. Bei diesen war ein Kohleschleifstück die schlechtere Wahl.
Elektrochemisch ergeben sich stets Nachteile, wenn unterschiedliche Werkstoffe als Schleifleisten an der gleichen Fahrleitung verwendet werden. Bei den Kupferfahrleitungen müssen entweder Graphit- oder Aluminiumschleifleisten eingesetzt werden. Ein Mischbetrieb ist zu vermeiden, da der Einsatz von Graphitschleifleisten an einer Fahrleitung, welche mit Aluminiumschleifstücken befahren wird, eine Zerstörung der leitenden Oxidationsschicht zur Folge hat, während eine durch Graphitschleifstücke blanke Fahrleitung Aluminiumschleifleisten angreift. Dies gilt im übertragenen Sinn auch für Kupfer-Schleifstücke.

## Modelleisenbahnen

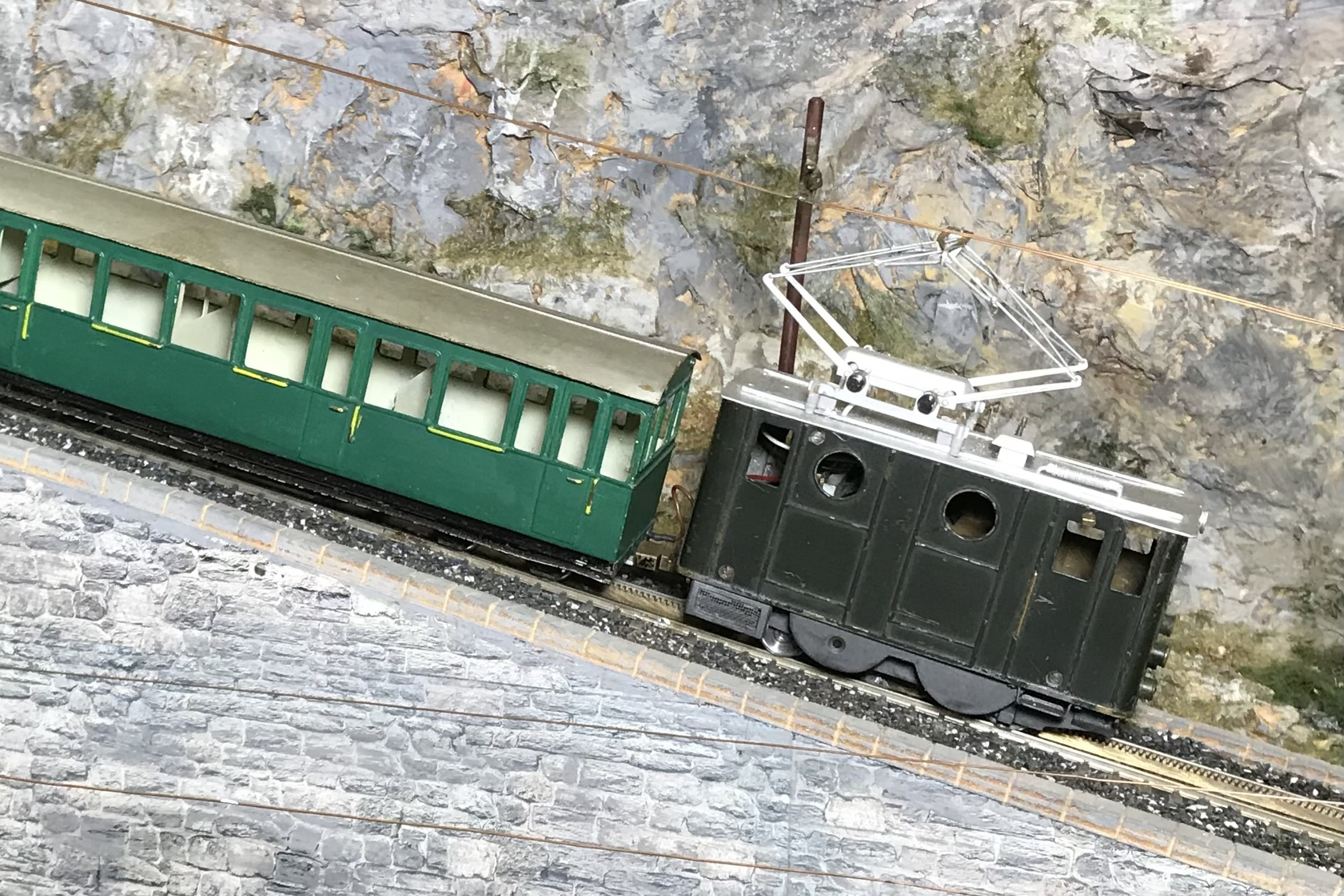
Spur 0e Zahnradbahnzug der WAB im Modell mit echtem Oberleitungsbetrieb in Basel, 2021

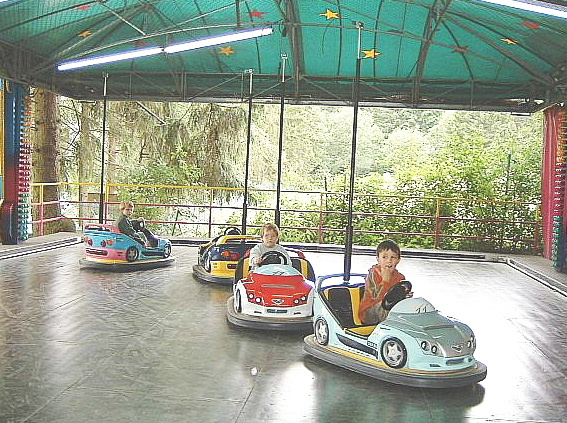
Auch Autoscooter verwenden Stromabnehmer

Modelleisenbahnen mit Oberleitung verwenden als Stromabnehmer vorbildgetreue Konstruktionen, auch in Form von Stangenstromabnehmern. Modellbahneisenbahnlokomotiven, die ihren Strom über einen Mittelleiter innerhalb der Fahrschienen beziehen, verwenden Schleifstücke, die mit Federn an diesen gedrückt werden. Teilweise, insbesondere bei großen Nenngrößen, gibt es auch beim Zweischienen-Zweileitersystem Schleifstücke, die auf den Schienenköpfen aufliegen. Ähnliche Konstruktionen gibt es bei elektrischen Kindereisenbahnen auf Volksfesten.